# Amsterdamse veren

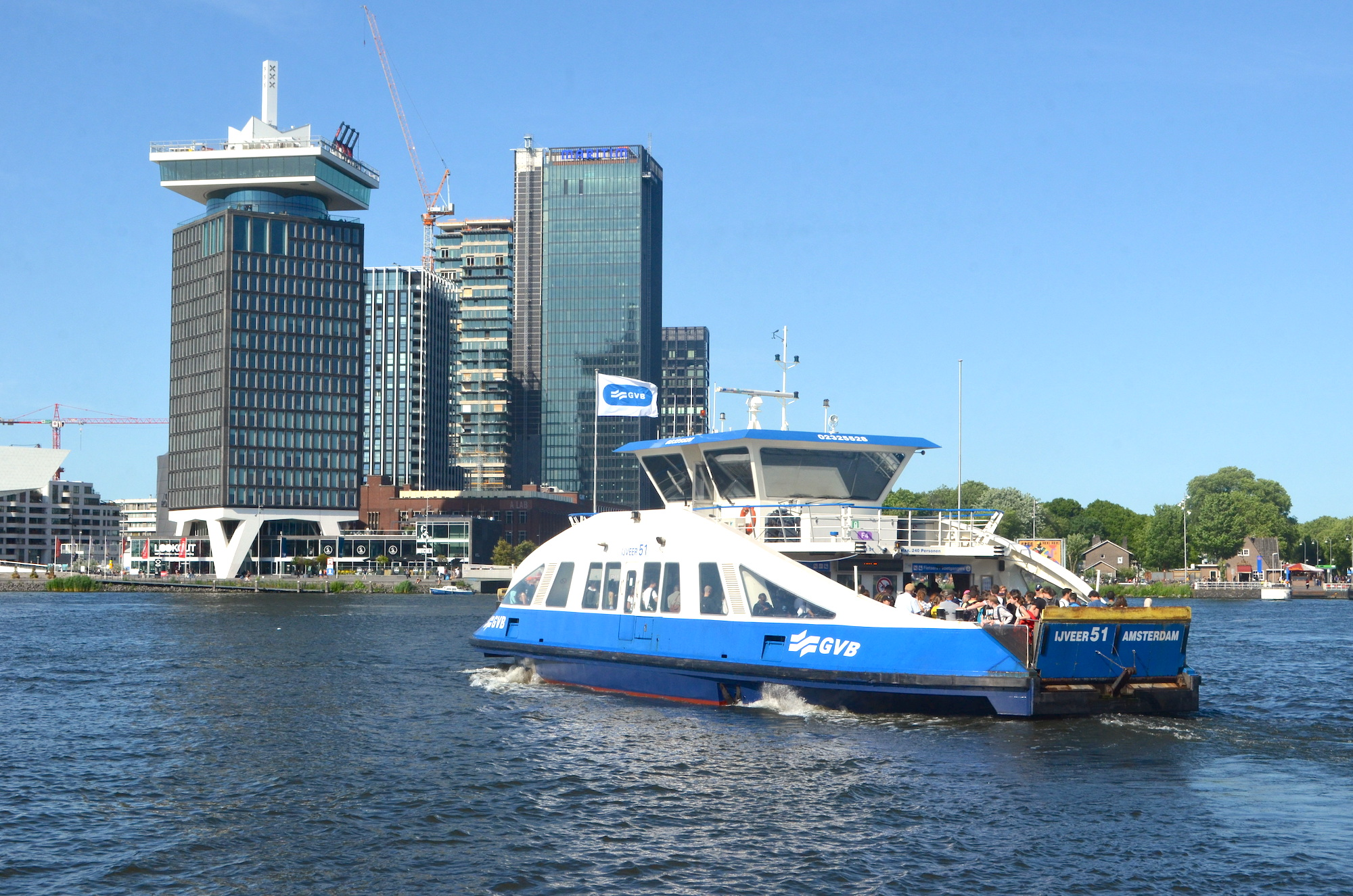
GVB IJveer 51 op het NDSM-werfveer (F4) over het IJ, met aan de noordoever de A'DAM Toren en andere hoogbouw te Overhoeks; 21 juni 2023.

De Amsterdamse veren, geëxploiteerd door het GVB, bestaan uit een zevental veerdiensten over het IJ en het Amsterdam-Rijnkanaal, genummerd F1 t/m F9. Alle veerdiensten zijn gratis toegankelijk voor voetgangers, fietsers, bromfietsers, scooters en voor invalidenvoertuigen.
Daarnaast zijn er drie pontverbindingen van het GVB over het Noordzeekanaal die tegen betaling ook toegankelijk zijn voor auto's.

## Veerdiensten GVB
De huidige lijnnummers F1 t/m F7 en F20 t/m F22 zijn sinds 3 januari 2021 in gebruik, voor die datum gebruikte het GVB de lijnnummers 900-915 (behalve 904 en 908 die niet bestonden).
Anno 2024 zijn er zeven dagveerdiensten in Amsterdam, F1 t/m F4, F6, F7 en F9. Veer F3 vaart ook 's nachts. Er zijn geen veren F5 en F8. 

### F1: Oostveer
Het Oostveer (lijn F1) startte op 15 maart 2014 als een proef van een jaar als verbinding tussen het Azartplein in het Oostelijk Havengebied en het oostelijke uiteinde van de Johan van Hasseltweg, hoek G.T. Ketjenweg, door het GVB als Zamenhofstraat aangegeven. Het veer vaart dagelijks elke 20 minuten van 6:30 uur tot 22:30 uur. De gemeenteraad nam hiertoe in juli 2013 een besluit.
Het veer voldeed na enkele weken al ruimschoots aan de verwachtingen; volgens het GVB werden er per dag ruim 1.700 in plaats van de minimaal noodzakelijke 1.400 passagiers overgezet. Inmiddels wordt er een middelgrote pont ingezet.

### F2: IJpleinveer
Het IJpleinveer (lijn F2), oorspronkelijk Adelaarswegveer of Valkenwegveer genoemd, van de De Ruijterkade naar de Meeuwenlaan (IJplein) voer elk kwartier en in de spitsuren elke 7,5 minuut. Het veer vertrekt vanaf de steiger ter hoogte van de Oostertoegang, nabij Brug 276. Deze steiger is in gebruik genomen in februari 2022. Hierdoor is de af te leggen afstand over het IJ sterk bekort, waardoor de vaartijd korter en de frequentie hoger is geworden. Er kunnen nu tot tien vaarten per uur worden gemaakt (zesminutendienst). De pont vaart tot 23:57.
Als de veermedewerkers staken, wordt een van de buizen van de IJ-tunnel vrijgemaakt voor voetgangers en fietsers, om de verbinding met Amsterdam-Noord te garanderen. Dit gebeurt ook als de IJ-veren door zware ijsgang niet kunnen varen.

### F3: Buiksloterwegveer
Het Buiksloterwegveer (lijn F3), ook bekend als de Tolhuispont, naar de Buiksloterweg. Overdag voeren er twee veerponten, die elke 6 minuten tegelijk van beide oevers vertrekken. Na 21.00 uur en de gehele nacht wordt doorgevaren met één veerpont, die van beide oevers elke 12 minuten vertrekt. Vanaf 7 juli 2014 varen in verband met de grote drukte in de spitsuren drie veerponten waardoor elke 4 minuten een overtocht mogelijk is. De benodigde veerpont werd in de spitsuren onttrokken aan het Distelwegveer waarop dan een grotere pont werd ingezet met veel ruimte voor brommers, scooters en vespacars. De derde veerpont voer op proef tot november 2014 maar keerde vanaf 30 maart 2015 terug omdat het aantal fietsers gegroeid was. Het veer bleef sindsdien steeds in de vaart behalve een aantal weken rond en na de jaarwisseling wanneer planmatig onderhoud plaatsvindt aan de veren waardoor er een veerpont minder beschikbaar is. Bij grote drukte worden er ook wel vier veerponten ingezet.

### F4: NDSM-werfveer
Het NDSM-werfveer (lijn F4) naar het NDSM-terrein. Dit veer werd ingesteld omstreeks 2002 toen op het werfterrein nieuwe voorzieningen werden geopend. Het vaart dagelijks op de drukke tijden om het kwartier, daarbuiten om de dertig minuten. In het weekend vaart de veerpont overdag om de tien minuten. Dit veer vaart sinds 1 januari 2024 elke nacht tot 2:00, op vrijdag- en zaterdagnacht zelfs tot 3:30.

### F6: Distelwegveer
Het Distelwegveer (lijn F6) vaart tussen de Pontsteiger bij de Tasmanstraat (Oude Houthaven), van 6 april 2015 tot 17 juni 2018 tijdelijk Westerdoksdijk, en de Distelweg. Het vaart van maandag t/m vrijdag van 6:30 tot 19:30 uur. Er wordt er vier keer per uur gevaren.

### F7: Houthavenveer
Het Houthavenveer (lijn F7) is met ingang van 2 april 2007 ingesteld op de verbinding tussen de Pontsteiger bij de Tasmanstraat (van 6 april 2015 tot 17 juni 2018 tijdelijk Westerdoksdijk) en het NDSM-terrein in Amsterdam-Noord. Het veer vaart iedere twintig minuten van maandag t/m vrijdag van 6:30 tot 19:30 uur en sinds 11 april 2008 ook 's avonds en in het weekend. In de weekendnachten wordt deze route sinds 2014 bediend door het Nachtelijk Westveer (lijn F5).

### F9: Sporenburg - Zeeburgereiland

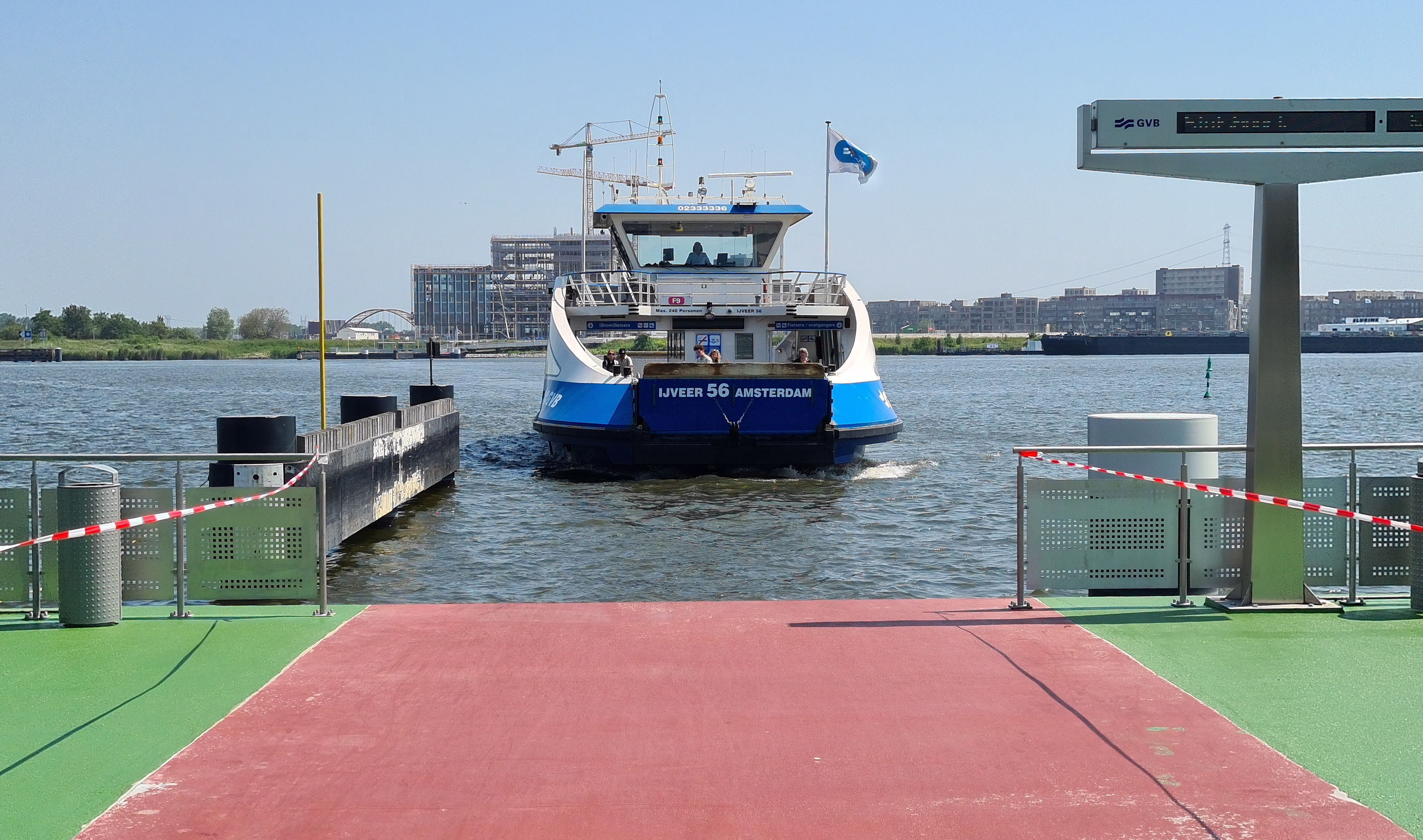
Veerdienst F9 over het Amsterdam-Rijnkanaal tussen Sporenburg en de Sluisbuurt op het Zeeburgereiland in Amsterdam-Oost. Hier gezien vanaf de steiger aan de Ertskade op Sporenburg; 9 juni 2023.

Vanaf 9 januari 2023 vaart er van maandag tot vrijdag elke twintig minuten een nieuw pontveer (lijn F9) over het Amsterdam-Rijnkanaal tussen de Ertskade op het eiland Sporenburg en het Zeeburgereiland, waar de nieuwe Sluisbuurt verrijst.  De verbinding is ingesteld omdat het aantal bewoners op het Zeeburgereiland fors gaat groeien: van zo'n 10.000 in 2020 tot 30.000 in 2038. Er is een plan om in de toekomst een voetgangers- en fietsersbrug te bouwen. Een aantal bewoners van Sporenburg is hier tegen. De infrastructuur op Sporenburg zou het grote aantal fietsers niet aankunnen.

### Ponten over het Noordzeekanaal
De Gemeente Amsterdam is eigenaar van nog drie veerverbindingen over het Noordzeekanaal, die sinds 2013 geëxploiteerd worden door het GVB. Slechts een hiervan vaart (deels) binnen de Gemeente Amsterdam.
- De Hempont (lijn F20) vaart 24 uur per dag iedere twintig minuten met één pont van de Nieuwe Hemweg in het Westelijk Havengebied naar de Hemkade in Zaandam.
- De Buitenhuizenpont (lijn F21) vaart 24 uur per dag iedere twintig minuten met één pont van de Zijkanaal C-weg in Haarlemmerliede naar het Pontplein in Buitenhuizen.
- De Velserpont (lijn F22) vaart 24 uur per dag iedere twintig minuten met één pont, tijdens de spitsuren met twee ponten om de tien minuten, van Velsen-Zuid naar Velsen-Noord.[9]

Sinds 1 juli 2013 worden deze ponten geëxploiteerd door het GVB. Tot 1997 werd de dienst uitgevoerd door Rijkswaterstaat en van 1997 tot 2013 door Connexxion.
Langzaam verkeer, zoals fietsers en voetgangers, wordt gratis overgezet, auto's en vrachtwagens moeten betalen. Deze verbindingen zijn noodzakelijk voor vrachtwagens met gevaarlijke stoffen, omdat die niet door de tunnels mogen rijden.

## Geschiedenis

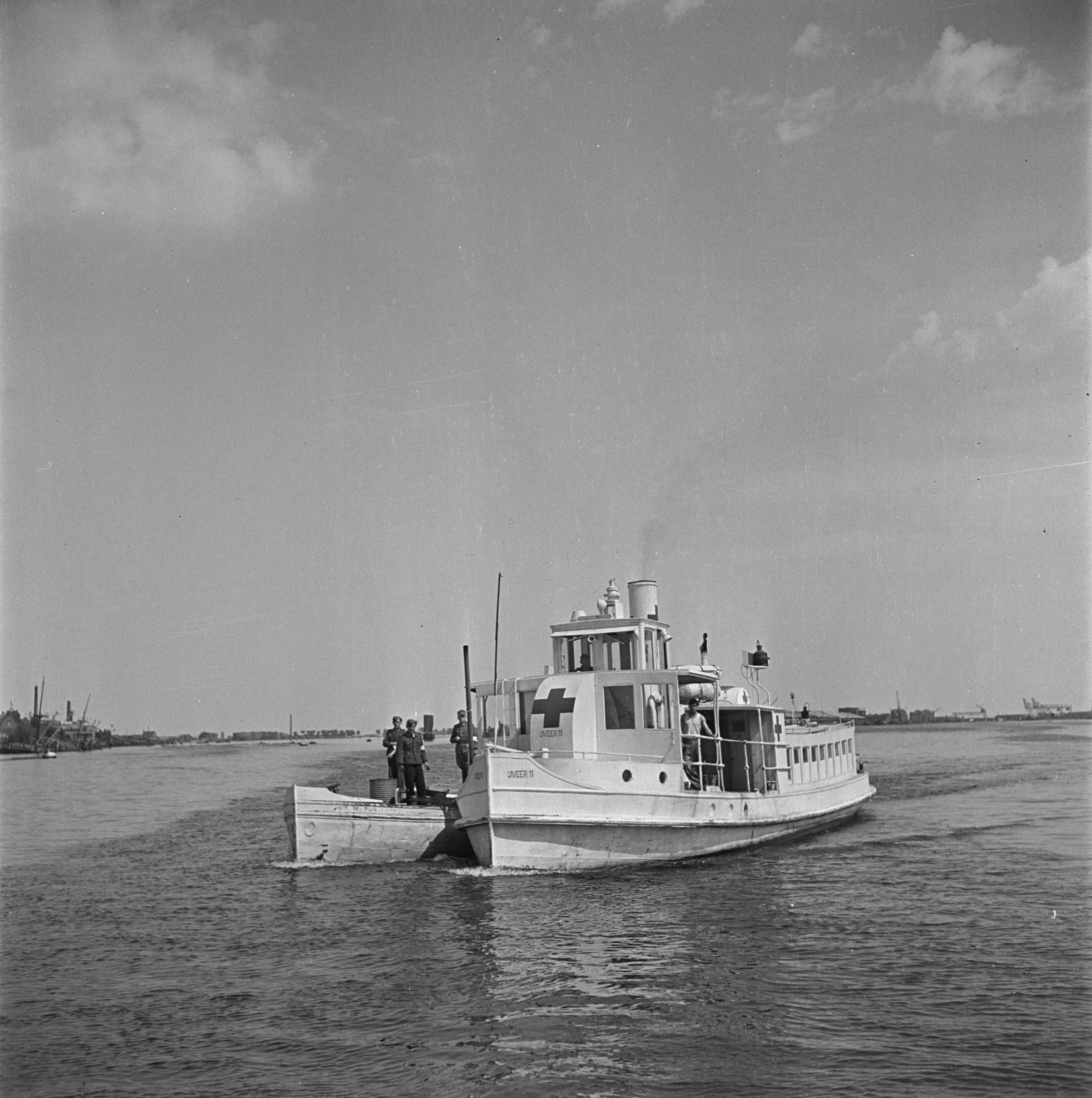
IJveer 11 als Rode Kruisboot met scheepje met Duitse militairen langszij; 1944.

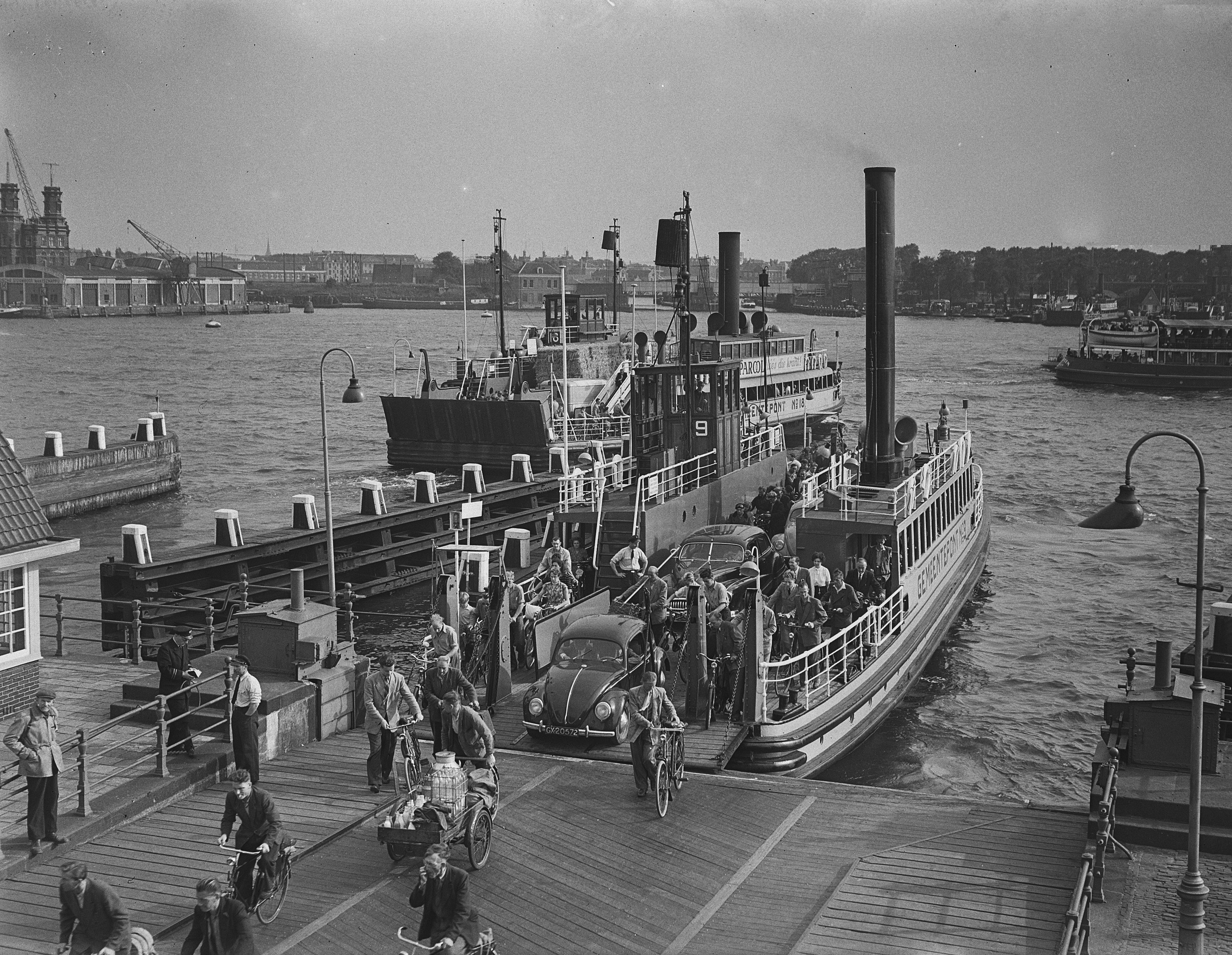
De IJ-pont tijdens de spitsuren; 13 augustus 1953.

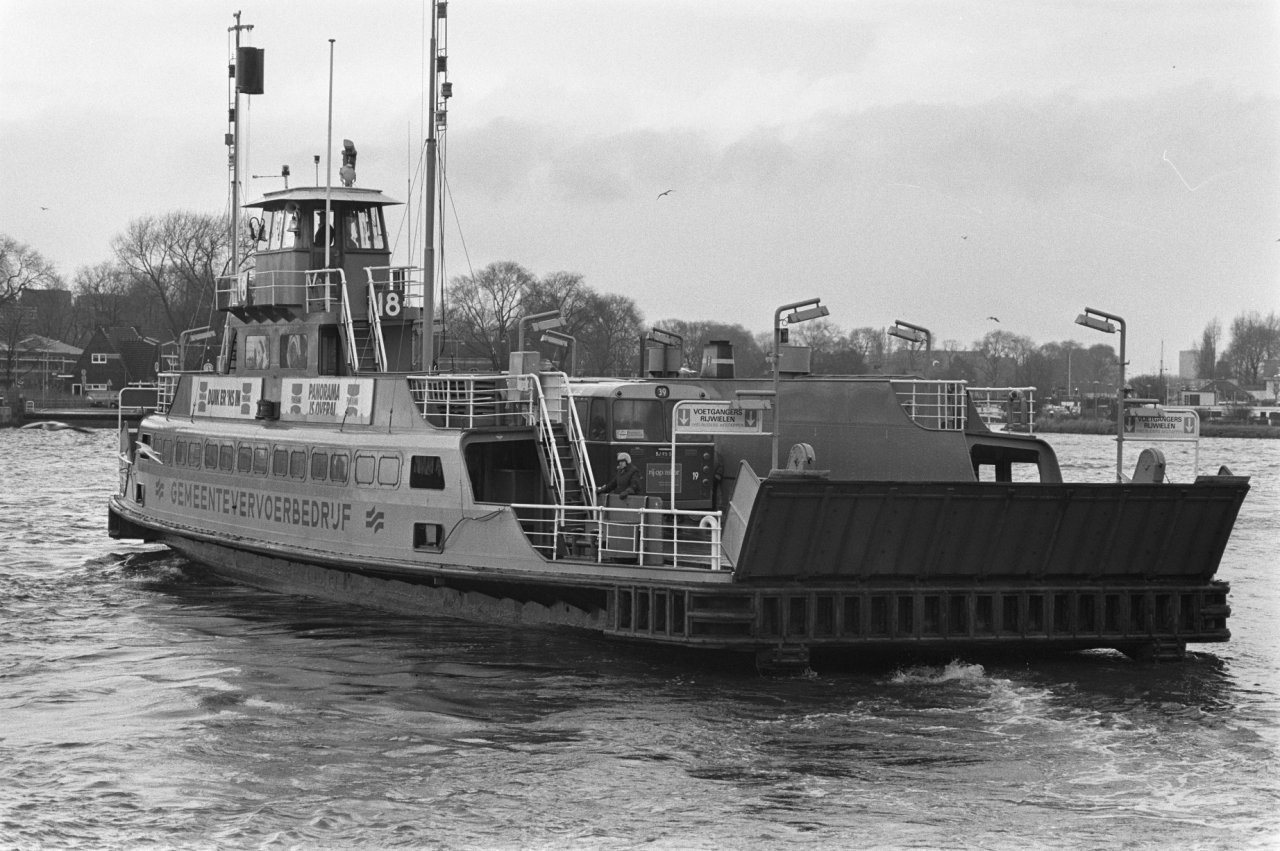
GVB-veerpont 18 in 1981.

Het Buiksloterveer werd al in 1308 genoemd, maar was waarschijnlijk nog ouder, waarmee dit veer een van de oudste openbaarvervoer-verbindingen in Nederland is. Dit veer, dat vertrok vanaf de Texelschekade, voer niet naar de Volewijck maar meer westelijk naar de Buiksloterham, nabij Buiksloot. Het veer was een heerlijk recht van de graaf van Holland, die het veer verpachtte. In 1556 werd het veer door Amsterdam gekocht, maar de stad verpachtte het weer, waardoor men eisen kon stellen. In 1660 werd het veer verlegd naar de Volewijck, dat inmiddels tot Amsterdam behoorde. Hier verschenen een commissarishuisje en het Tolhuis. Vanaf 1828 kwamen er stoomboten in bedrijf, die na 1945 gaandeweg vervangen werden door motorschepen.
Vanaf de zestiende eeuw tot na 1875 bestond ook het Durgerdammerveer. In 1879 werd door de Amsterdamse rederij Zur Mühlen de Haven-Stoombootdienst opgericht ter exploitatie van enkele veerdiensten. Gestart werd met een veer tussen de Montelbaanstoren en de Rietlanden, een jaar later gevolgd door een dienst op het traject Rokin – Plantage – Schollenbrug. Na uitbreiding van lijnen en vloot konden in het topjaar 1882 zo'n 1,5 miljoen passagiers geteld worden. Door opkomende concurrentie van paardentrams en gemeenteveren moest Zur Mühlen zich terugtrekken op kleinschalig toeristisch vervoer.

### Gemeenteveren Amsterdam
Sinds 1897 wordt de dienst tussen het Amsterdamse Centraal Station en het Tolhuis aan de Buiksloterweg in Amsterdam-Noord verzorgd door de Gemeenteveren Amsterdam (GV). In de loop van de 20e eeuw kwamen er nog diverse veerdiensten bij, zoals in 1910 de pont naar de Valkenweg en in 1957 tussen de Distelweg en Tasmanstraat. Vanaf 1912 was de overtocht gratis op deze ponten. Vanaf 1925 moest voor het overzetten van voertuigen (auto's) worden betaald. Tussen 1968 en 1982 hoefden deze niet meer te betalen, daarna tot 2007 weer wel.
Ook waren er diverse kleine IJ-veren naar onder meer Nieuwendam, Schellingwoude, Tuindorp Oostzaan en de dienst Grasweg – Distelweg – Papaverweg – Klaprozenweg, die het vervoer verzorgde voor de werknemers van de diverse bedrijven zoals o.a. De Vries Lentsch, G.L.Loos en Co, AGA-gas, Gemeentelijke Vuilverbranding, Groenpol en NDSM. Sinds 1930 is de Ponthaven aan de Aambeeldstraat in Amsterdam-Noord de ligplaats en werkplaats van de ponten en IJ-veren.
Ook over de Amstel bestonden er drie veerdiensten, onder andere ter hoogte van de Ceintuurbaan en de Zuidergasfabriek.

### Gemeentevervoerbedrijf Amsterdam
In 1943 ontstond het Gemeentevervoerbedrijf Amsterdam (GVB) door fusie van de Gemeentetram met de Gemeenteveren.
In 1945 werd als gevolg van het gebrek aan brandstof (steenkool) in de Hongerwinter met ponten een pontonbrug over het IJ gevormd. Amsterdam heeft twee van deze bruggen gekend. Bij de Hembrug over het Noordzeekanaal en over het IJ naar de Buiksloterweg. De laatste lag er vanaf 31 maart 1945, werd op 1 april officieel geopend, mogelijk in mei enige tijd gesloten of weg geweest, en op 14 augustus 1945 definitief verwijderd. Toen was er weer voldoende brandstof om de veren te laten varen. De overbrugging bestond uit de ponten 14, 15, 16, 17 en 18.
Op 5 mei 2015, 70 jaar na de bevrijding, zou er opnieuw, maar nu voor slechts enkele uren, een pontonbrug worden gelegd. Dit keer echter niet met ponten maar door middel van pontons die aan beide oevers met een IJveer verbonden zijn. Door het slechte weer kon het evenement echter geen doorgang vinden. Een jaar later, op 5 mei 2016, werd de pontonbrug alsnog voor enkele uren samengesteld en konden belangstellenden alsnog over het IJ wandelen.

#### Opheffing veerdiensten

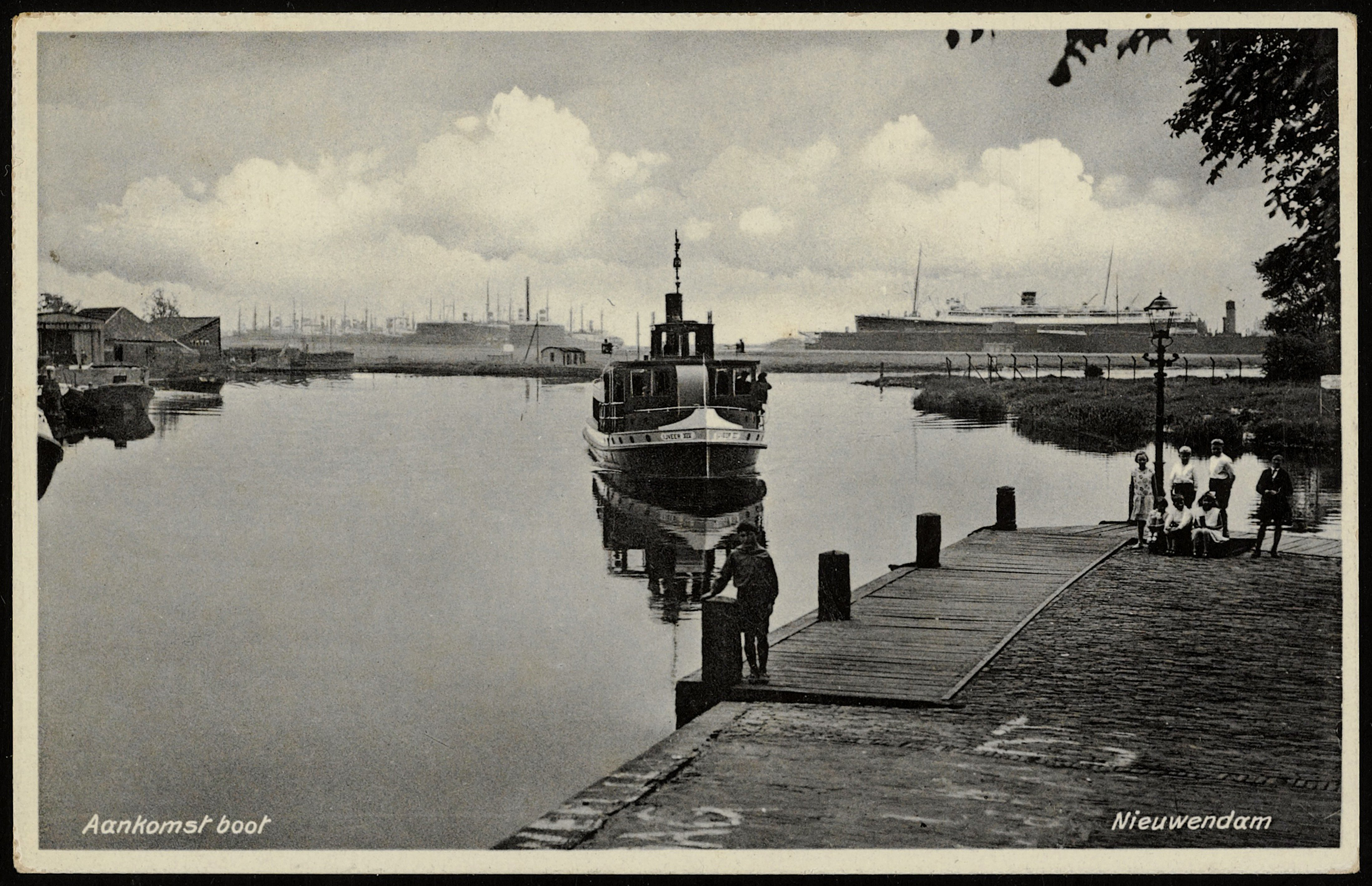
Aankomst van IJveer XIV bij het Sluisje in de Grote Haven aan de Nieuwendammerdijk, rechts de Pereboomsloot, Nieuwendam; circa 1936.

Diverse veerdiensten werden in de loop der jaren opgeheven, deels als gevolg van vervanging door brugverbindingen. Zo voer het laatste veer over de Amstel tot 1 juni 1956, ruim twee jaar na de opening van de Utrechtsebrug. Na 1961 restten alleen de veren III en IV voor inzet tijdens de spitsuren.
IJveer III (De Ruijterkade – Grasweg – Distelweg – Papaverweg) voer op 31 oktober 1968 voor het laatst en werd vervangen door buslijn 22E, sinds 1973 lijn 39E en sinds 2003 lijn 235, vanaf de Buiksloterweg naar de Grasweg en Distelweg en een enkele rit vanaf het Centraal Station en werd in 2006 opgeheven.
IJveer IV (De Ruijterkade – Boorstraat) voer op 31 december 1970 voor het laatst en werd vervangen door de door de IJtunnel rijdende buslijn 32E, later uitgevoerd door bussen van spitslijn 31.
Bij de opening van de IJtunnel op 31 oktober 1968 werd het Adelaarswegveer opgeheven. Van 1924 tot 1931 voeren met dit veer de buslijnen B, C en L mee. Het Adelaarswegveer vertrok vroeger van een steiger verder naar het oosten, nabij de brandweerkazerne.

#### Adelaarswegveer weer in dienst
Begin 1974 kwam het Adelaarswegveer weer in de vaart tijdens de rantsoenering van benzine vanwege de oliecrisis. Het autoverkeer werd naar deze veerdienst verwezen omdat het Buiksloterwegveer alleen nog bestemd was voor voetgangers, fietsers en GVB-buslijn 22. Deze buslijn werd in 1973 vernummerd in lijn 39 en had op de pont zelfs een halte. Wegens bezuinigingen werden begin jaren negentig op het Buiksloterwegveer in de stille uren kleine IJ-veren ingezet in plaats van grote ponten waarbij lijn 39 noodgedwongen werd ingekort tot de Buiksloterweg. Al snel werd de maatregel weer ongedaan gemaakt omdat bleek dat met de kleine IJ-veren geen Vespacar kon worden overgezet.
Vanaf de jaren zeventig vertrok het veer vanaf de steiger naast het Buiksloterwegveer, waardoor de vaartijd van de overtocht toenam. Sinds de bouw van het IJplein in de jaren tachtig heet dit veer IJpleinveer.
Vanaf 7 juli 2014 vertrok het veer vanaf een nieuwe steiger bij de oostelijke ingang van het Centraal Station. In februari 2022 is een nieuwe aanlegplaats in gebruik genomen in het verlengde van de Oostertoegang, waardoor de lengte van de oversteek is verkort, en de frequentie kon worden verhoogd.

### Uitbreiding veerdiensten
Met de bouw van bruggen en tunnels is de rol van de veerponten teruggedrongen, maar vooral voor voetgangers en fietsverkeer vervullen de IJ-veren nog een belangrijke rol. Sinds de bebouwing van het Oostelijk Havengebied en de Noordelijke IJ-oevers met nieuwe woonwijken zijn sinds de jaren negentig ook weer nieuwe veerdiensten ingesteld. Zo kwamen het NDSM-werfveer, het Houthavenveer en het Oostveer er bij. Ook aan de oostkant is er over een Amsterdam-Rijnkanaal een nieuwe veerdienst ingesteld tussen Sporenburg en Zeeburgereiland. Daarmee is ook het aantal in gebruik zijnde ponten weer gegroeid.

### Noordzeekanaalveren
Met ingang van 19 december 2007 werden ook de veerdiensten over het Noordzeekanaal bij Zaandam, Buitenhuizen en IJmuiden van het Rijk door Amsterdam overgenomen maar werden door Connexxion in Connexxion-huisstijl geëxploiteerd. Sinds 1 juli 2013 ging de exploitatie over naar het GVB. De ponten werden nu geschilderd in de GVB-huisstijl blauw met wit.

## Voormalige veerdiensten

### IJ-veren
- Lijn I (lijnkleur wit), ingesteld in 1911; De Ruijterkade – Nieuwendam; opgeheven in 1930.
- Lijn II (lijnkleur rood), ingesteld in 1915; Mariniersplein – Boorstraat; opgeheven en in 1928.
- Lijn III (lijnkleur groen), ingesteld in 1920; De Ruijterkade – Papaverweg; opgeheven in 1968.
- Lijn IIIA (lijnkleur groen), ingesteld in 1923; De Ruijterkade – Tuindorp Oostzaan; opgeheven in 1958.
- Lijn IV (lijnkleur geel), ingesteld in 1928; De Ruijterkade – Boorstraat; opgeheven in 1970.
- Lijn IVA (lijnkleur blauw), ingesteld in 1953; De Ruijterkade – Schellingwoude; opgeheven in 1961.

#### Veer naar Sumatrakade (lijn 904)
Na de ontwikkeling van de Sumatrakade (op het Java-eiland) tot woongebied in de jaren negentig was er een veer vanaf de De Ruijterkade hiernaartoe. Na de opening van de Jan Schaeferbrug in 2001, met daarover buslijn 59, later lijn 42, moest voor de overtocht worden betaald en liep het aantal reizigers sterk terug. Deze dienst is per 1 september 2007 opgeheven.

#### Distelwegveer (lijn 900) voor auto's
Sinds 1957 was er het Distelwegveer, waarmee tot 30 maart 2007 ook auto's konden worden overgezet: van de Tasmanstraat (Oude Houthaven) in Amsterdam-West, naar de Distelweg in Amsterdam-Noord. Hier werden de laatste twee nog aanwezige grote ponten (20 en 21) ingezet. Op 21 november 2006 besloot de gemeente Amsterdam dit veer te laten vervallen. De reden hiervoor was dat dit veer nog van voor de tijd van de tunnels dateerde en derhalve nog steeds auto's en vrachtauto's vervoerde. Het Distelwegveer had tevens een functie als route voor gevaarlijke stoffen. Eind december 2006 besloot het college van B&W het veer te behouden voor voetgangers en fietsers.

### Amstelveren

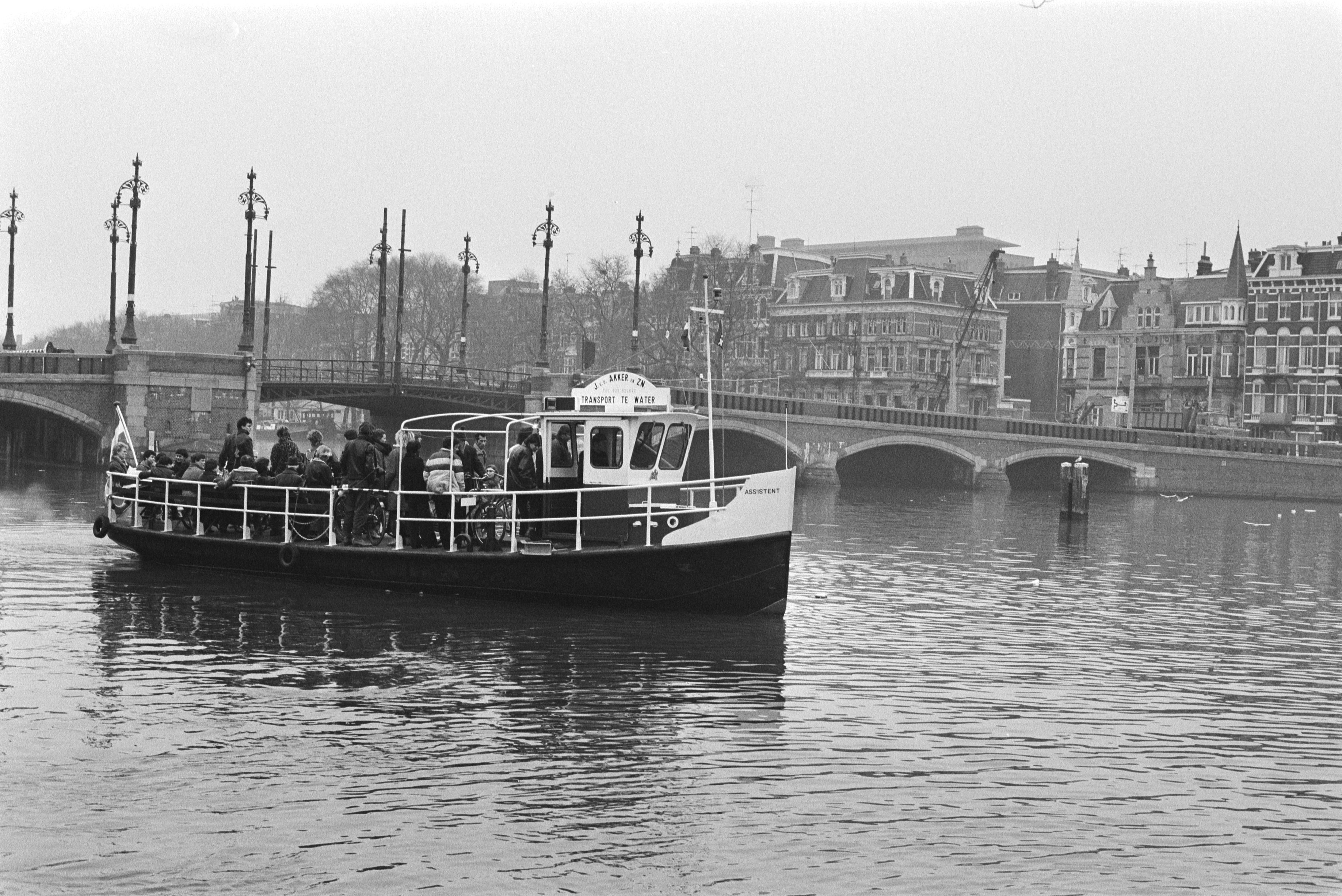
Pontje over de Amstel i.v.m. de vervanging van de Nieuwe Amstelbrug; 1984.

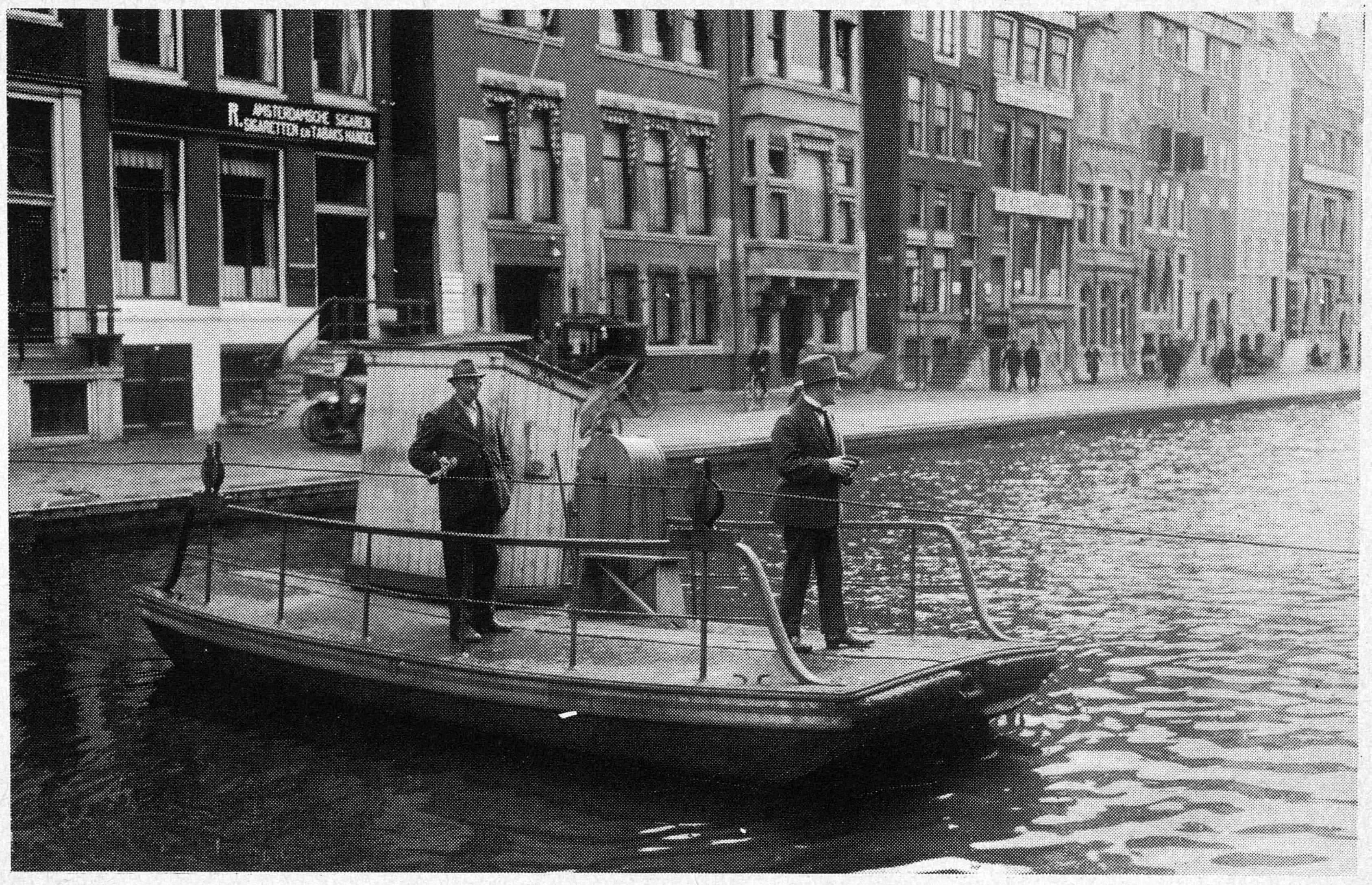
Pontje over het Rokin; circa 1920.

- Amsteldijk – Zuidergasfabriek. Deze dienst werd in 1911 door de Zuidergasfabriek ingesteld en in 1927 door de gemeente overgenomen. Deze dienst werd opgeheven twee jaar na de opening van de Utrechtsebrug (1954) na de komst van een brug in de Spaklerweg in 1956.
- Tolstraat – Grensstraat. Werd opgeheven in 1904 na eerst nog iets zuidelijker te hebben gevaren.
- Ceintuurbaan (Amsterdam-Zuid) – Blasiusstraat (Amsterdam-Oost). Werd opgeheven in 1903 bij de opening van de Nieuwe Amstelbrug.
- Ceintuurbaan – Eerste Oosterparkstraat. Tijdens een inspectie van de Nieuwe Amstelbrug van 9 augustus tot 6 oktober 1971 en tijdens de nieuwbouw van 26 september 1983 tot 12 april 1986 was er een fietsers- en voetgangerspontje 'de Assistent' over de Amstel iets ten zuiden van de te vernieuwen brug. Dit veer werd door een particulier gevaren. Eigenlijk was dit min of meer reïncarnatie van het in 1903 opgeheven eerdere veer.
- Rokin ter hoogte van de Duifjessteeg. Werd opgeheven na de demping van het Rokin in 1933.

#### Waterbus
In het najaar van 1986 vond een proef plaats met de waterbus Annemieke die in de avonduren drie vaarten maakte van de Motorkade in Amsterdam-Noord naar de net geopende Stopera. De laatste vaart kon in verband met het spuien van de grachten slechts tot de Snoekjesgracht varen. Later kwamen er ook nog aanlegplaatsen bij het IJplein en de Oosterdoksdam. Voorjaar 1987 werd ook zaterdag overdag gevaren. Desondanks waren er onvoldoende passagiers en werd de proef stopgezet.

## Materieel
In totaal beschikt het GVB voor de normale dienst op het IJ over 14 veerponten. Dit betreft veertien middelgrote tweerichting-IJ-veren (50-56 en 60-65). Hiervan zijn in de spitsuren veertien stuks nodig, buiten de spits negen, in de avond en op zondagmorgen acht en in de nachtelijke uren vier (weekeinde vijf). Voor de diensten op het Noordzeekanaal waren er vijf ponten beschikbaar (4 en 6-9), waarvan er dagelijks vier dienst doen. In 2021-2022 zijn zij vervangen door vijf elektrische ponten (100-104).

### Grote ponten

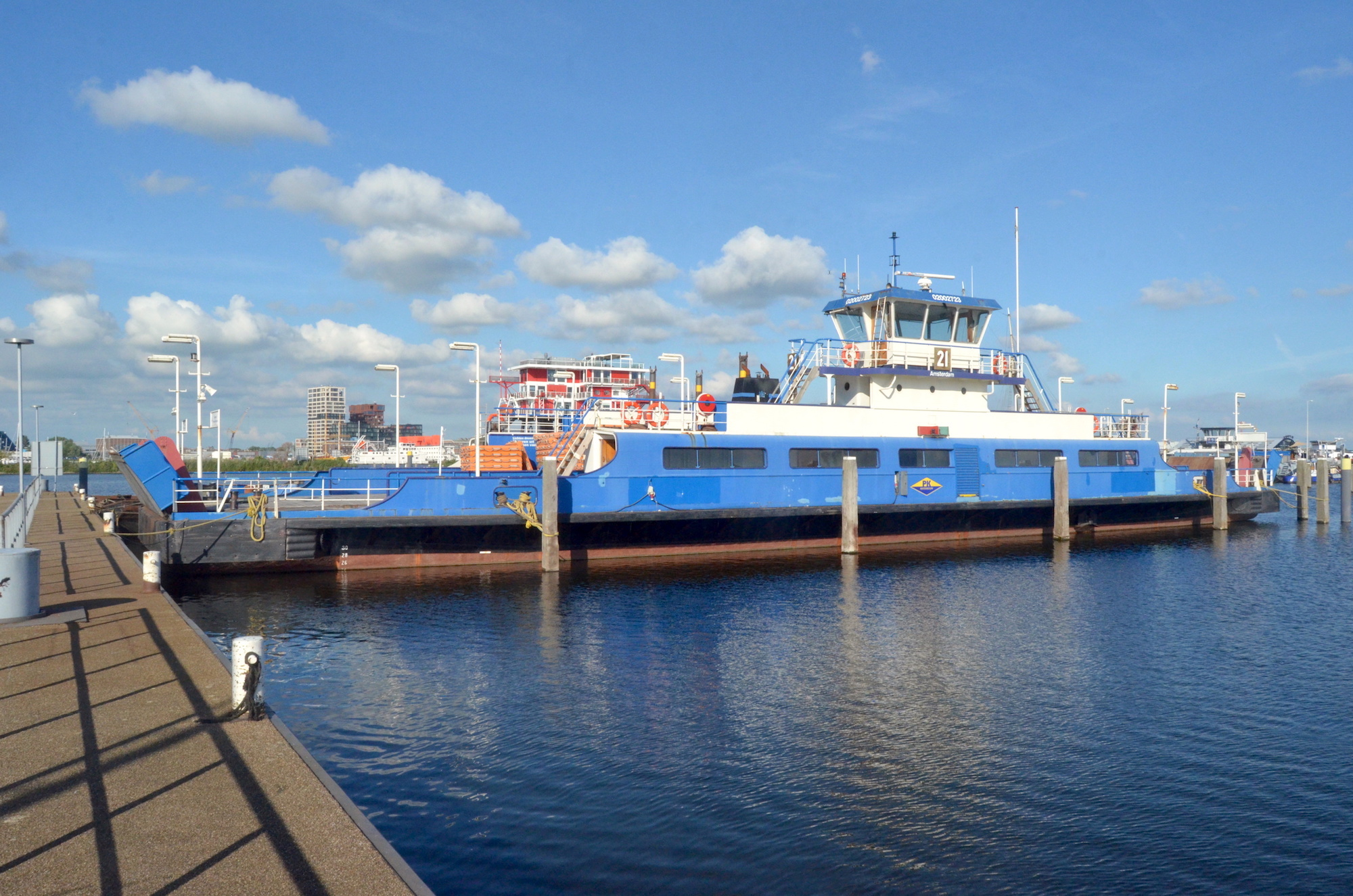
GVB veerpont 21, afgemeerd in de Houthavens; juli 2020.

Het GVB beschikte tot 2022 nog over één grote pont:
- Dieselelektrische pont 21: 47 meter, bouwjaar 1957, deze werd incidenteel gebruikt op de route Distelweg – Westerdoksdijk, maar stond ook op de nominatie om verkocht te worden. Pont 20 is in het najaar van 2017 verkocht en ligt in de NDSM-haven.

Tot 30 maart 2007 voeren de 20 en de 21 op het Distelwegveer. Dit zijn de laatste oorspronkelijke grote GVB-ponten waarmee ook auto's kunnen worden vervoerd. Zij werden daarna verhuurd aan Rijkswaterstaat om bij de Hollandse Brug als noodverbinding te dienen voor vrachtverkeer, landbouwvoertuigen en (brom)fietsers tussen Flevoland en Noord-Holland. Daarna zijn ze weer teruggekeerd bij het GVB en werden niet meer ingezet, behalve eenmalig op 31 mei 2011 toen het Buiksloterwegveer niet kon varen, door het transport van een deel van de metrotunnel naar een dok, en het Adelaarswegveer tijdelijk terugkeerde naar een tijdelijke steiger bij de brandweerkazerne aan de De Ruijterkade. Vanaf 7 juli 2014 werd in de spitsuren enige tijd een grote pont op het Distelwegveer ingezet, omdat de kleinere pont buiten de wintermaanden als derde boot op het Buiksloterwegveer nodig was.

### Kleine IJ-veren

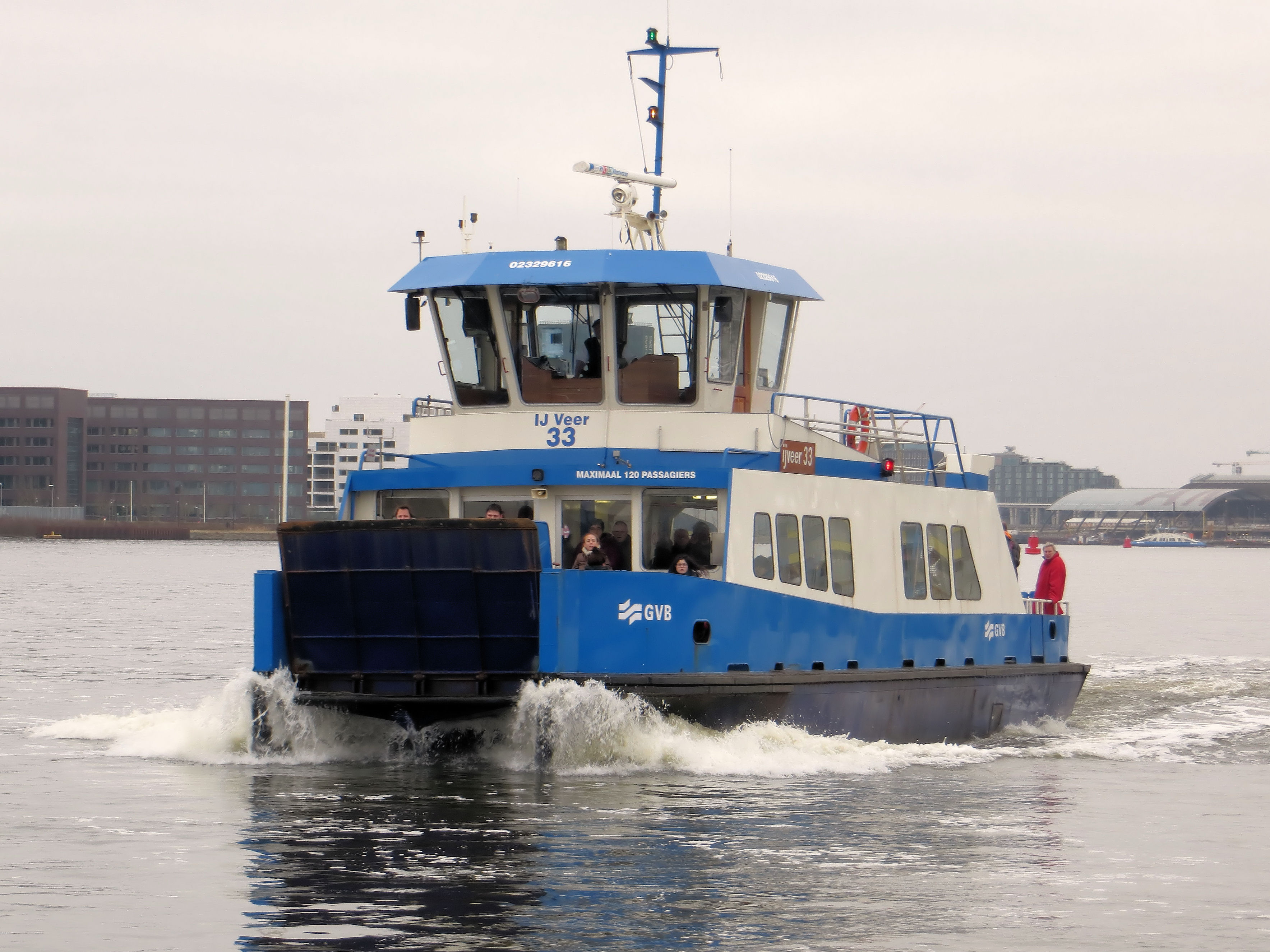
IJveer 33; 2 maart 2013.

Voor de veerdiensten over het IJ beschikt het GVB over vier eenrichting-IJ-veren:
- IJveer 32: gebouwd in 1985 door scheepswerf de Watergeus; in 1985 gehuurd van Van Laar, in 1986 gekocht. In 2012 verkocht aan de fa. Brouwer in Zaandam en kreeg daar de naam Jumbo maar behield de GVB huisstijl. Sinds 2013 doet het veer dienst in Zwijndrecht. In 2014 werd het veer onder de deze naam door het GVB teruggehuurd in verband met te kort aan veren als gevolg van gerealiseerde uitbreidingen.
- IJveer 33: gebouwd in 1988 door Allship marinespecials in Amsterdam.
- IJveer 34: gebouwd in 1965 door Vooruit Zaandam (afkomstig van GVB Dordrecht, ex-Adri); in 1990 gehuurd, daarna gekocht.
- IJveer 35: gebouwd in 1965 door van der Velden's scheepswerf Zwolle (Annemieke); gehuurd in 1986 en gekocht in 1997. De Annemieke werd alleen als uiterste reserve gebruikt. Dit veer werd in 2008 tijdelijk verhuurd aan de RET in Rotterdam voor de veerdienst Hoek van Holland – Maasvlakte omdat de nieuw aangeschafte eigen boot terug naar de werf moest voor aanpassingen. In verband met het afzinken van tunnelelementen voor de Noord/Zuidlijn van de Amsterdamse metro was het IJ op dinsdag 25 september, 2 en 9 oktober 2012 ter hoogte van het Centraal Station afgesloten voor al het scheepvaartverkeer. Alleen voor voetgangers voer op die dagen het IJveer 35 tussen het Centraal Station en de IJpromenade bij het Eye Filmmuseum.

Sinds de komst van de IJ-veren 55 en 56 voeren de 33 en 34 uitsluitend op het Houthaven- en Distelwegveer en later ook op het Oostveer. Sinds de aflevering in 2016-2021 van meer middelgrote IJ-veren (60-66) worden die daar ingezet. De kleine IJ-veren zijn sindsdien reserve. De IJ-veren 32, 33, 34 en 35 zijn of worden verkocht naar elders. IJ-veer 35 is in 2022 verkocht naar Hoek van Holland en doet dienst op het Hoeksveer naar de Tweede Maasvlakte.

### Middelgrote IJ-veren

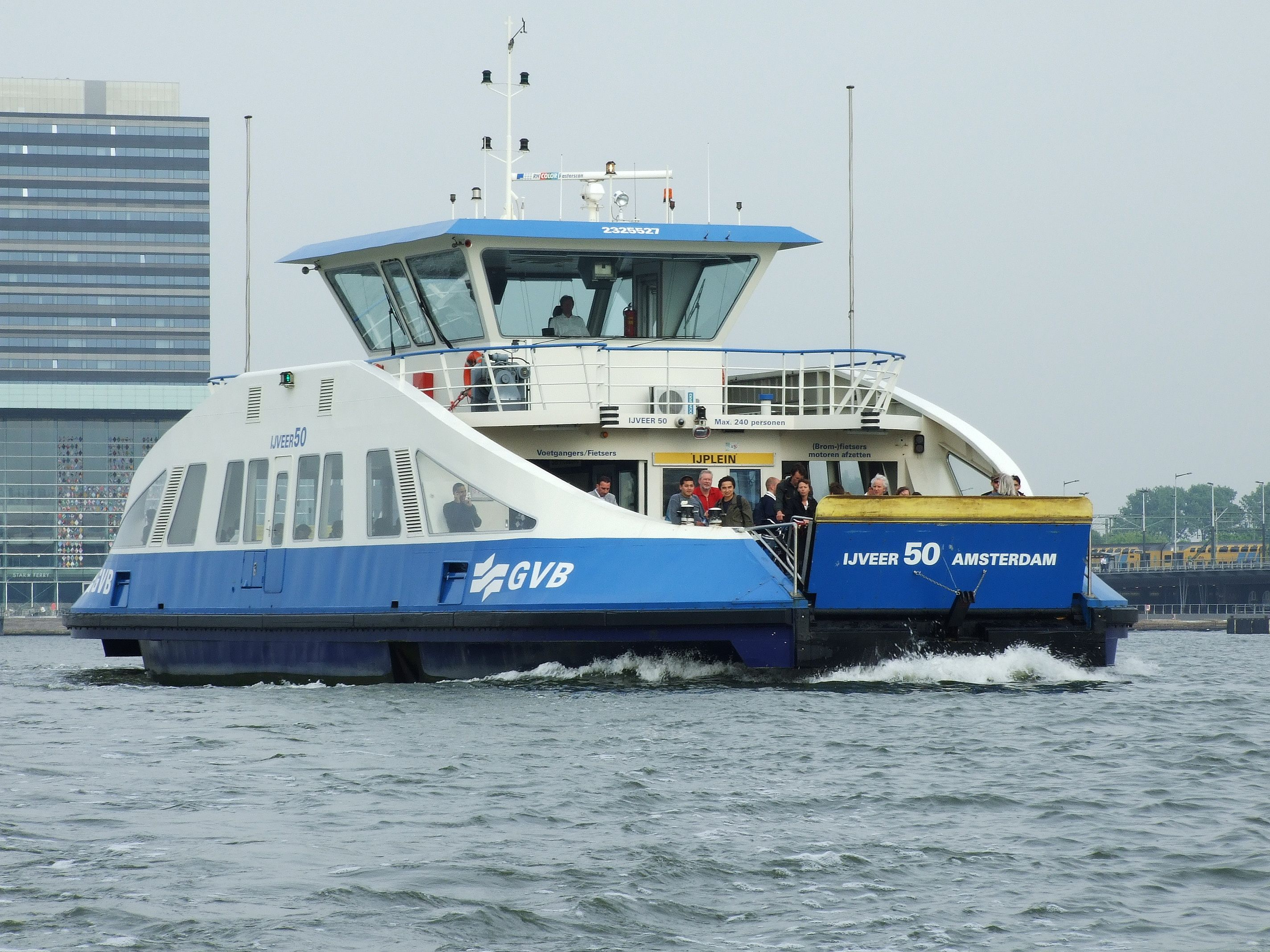
IJveer 50.

Verder beschikt men over veertien middelgrote tweerichting-IJ-veren:
- IJ-veren 50 en 51: gebouwd in 2002 door Scheepswerf Grave in Grave.
- IJ-veren 52, 53 en 54: gebouwd in 1995 met de nummers 40, 41 en 42 door Scheepswerf Jac. den Breejen & Zoon in Hardinxveld-Giessendam. Oorspronkelijk hadden ze de toegangen aan de zijkanten waarbij ze tussen twee steigers aanlegden en de uitstap aan de ene kant en de instap aan de andere kant was. Omdat dit geen succes was werden ze na 2002 verbouwd en gelijk gemaakt aan de 50 en 51 met pontkleppen aan voor- en achterzijde.
- IJ-veren 55 en 56: gebouwd in 2010 door Scheepswerf Grave in Grave; vrijwel gelijk aan de 50 en 51.
- IJ-veren 60, 61, 62, 63, 64, 65 en 66: gebouwd in 2016-2021 door Holland Shipyards in Hardinxveld-Giessendam. Met een lengte van 33,65 meter zijn deze veren vijf meter langer dan de 50 - 56. Ook hebben ze een diesel-elektrische hybride aandrijving.[15]

IJveer 60 is op 31 oktober 2016 in bedrijf gesteld en werd in maart 2017 gevolgd door IJveer 61. In augustus 2018 volgde de 62 die dankzij een grotere accu langer elektrisch kan varen en geschikt is voor 310 passagiers. Begin 2019 volgde IJveer 63. Dit schip werd vernoemd naar oud-burgemeester Eberhard van der Laan. Op 19 mei 2020 volgde IJveer 64, op 7 oktober 2020 IJveer 65. Het zevende en voorlopig laatste veer van deze serie, de 66, werd op 2 maart 2021 in dienst gesteld.

### Elektrische IJ-veren
Ter vervanging van de dieselponten zijn er in 2022 vier elektrische IJ-veren besteld. Deze worden vanaf 2024 afgeleverd. Het plan is om in 2030 over totaal 18 ponten te kunnen beschikken, waarvan zeven elektrisch. Zij zijn ter vervanging van de serie 50-56.

### Noordzeekanaalponten

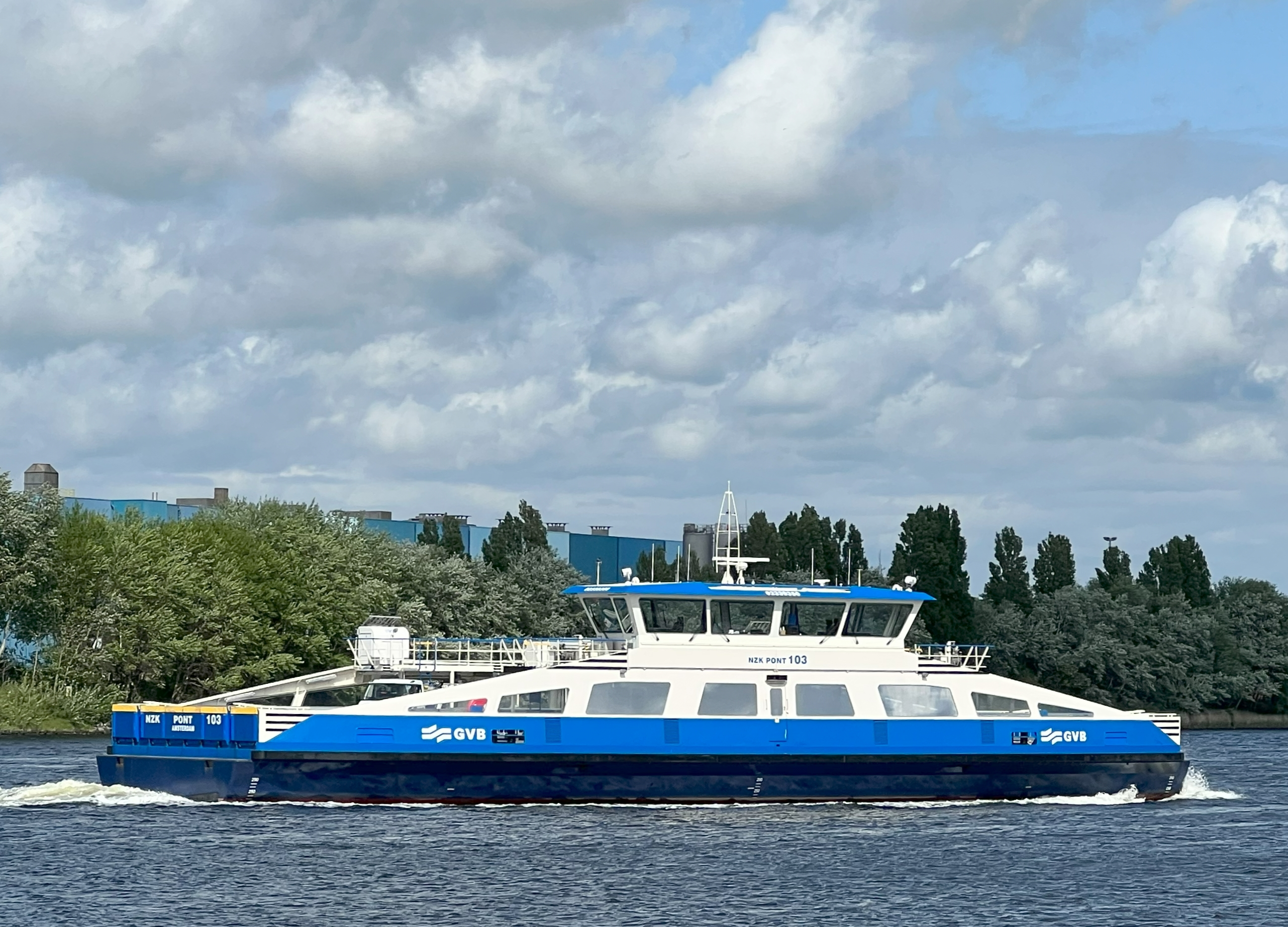
Noordzeekanaalpont 103; 2023.

Ter vervanging van de ruim 85 jaar oude ex-Rijksponten heeft het GVB vijf nieuwe elektrische ponten aangeschaft die in 2021-2022 in dienst kwamen. In 2021 werden de ponten 100 en 101 afgeleverd, in 2022 gevolgd door de 102, 103 en 104.

### Voormalig materieel

#### Ponten

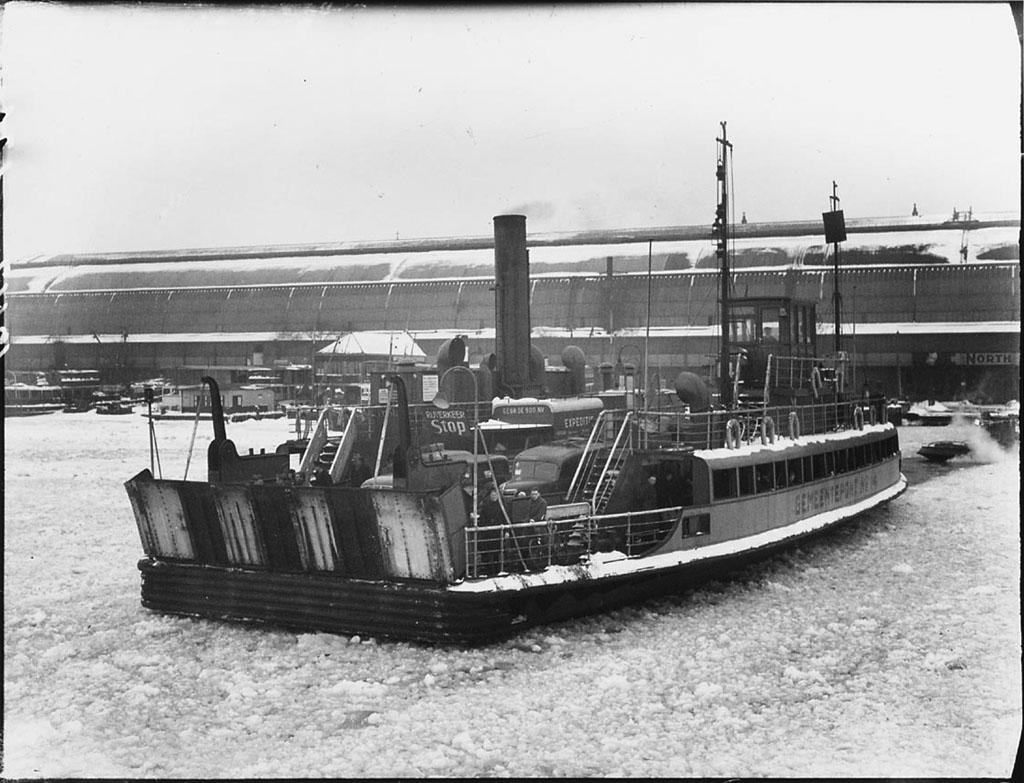
Stoompont 14 op het bevroren IJ, achter het Centraal Station; 5 maart 1947.

- Stoompont 1: bouwjaar 1879-'80 (kettingpont) en verkocht in 1928.
- Stoompont 2: bouwjaar 1885 en verkocht in 1904.
- Stoompont 3: bouwjaar 1887 en verkocht in 1904.
- Stoompont 4: tweedehands overgenomen in 1897 en verkocht in 1904.
- Stoomponten: 2 (II) en 3 (III) bouwjaar 1909-'10 en III verkocht in 1929.
- Stoomponten: 4 (II) en 6 bouwjaar 1911-'12 en verkocht in 1935.
- Stoompont 5: bouwjaar 1899-'00 en verkocht in 1926.
- Stoompont 7: bouwjaar 1912-'13 en verkocht in 1935.
- Stoompont 8: bouwjaar 1921-'22 en verkocht in 1960.
- Stoompont 9: bouwjaar 1921-'22 en verkocht in 1960.
- Stoompont 10: bouwjaar 1910-'11 en verkocht in 1956 (naam schip 'Tine'; voer over de Amstel bij de Zuidergasfabriek).
- Stoompont 11: bouwjaar 1910-'11 en verkocht in 1956 (naam schip 'Erna'; voer over de Amstel bij de Zuidergasfabriek).
- Stoompont 12: 37 meter, bouwjaar 1927-'28 en verkocht 1969.
- Stoompont 13: 37 meter, bouwjaar 1927-'28, in 1956 verbouwd tot dieselelektrische pont. Na buitendienststelling werd de pont in 1997 verkocht aan de firma Pels voor zwaar transport. Later verbouwd tot restaurant met de naam 'Pont 13'. Sinds april 2009 heeft Pont 13 een definitieve ligplaats aan de Haparandadam in de Westelijke Houthaven.[25]
- Stoompont 14: 37 meter, bouwjaar 1927-'28 en verkocht 1969.
- Stoompont 15: 37 meter, bouwjaar 1927-'28, in 1957 verbouwd tot dieselelektrische pont, in 1997 verkocht aan de firma Pels.
- Stoompont 16: 37 meter, bouwjaar 1927-'28, in 1958 verbouwd tot dieselelektrische pont en verkocht 1998.
- Stoompont 17: 37 meter, bouwjaar 1928 en verkocht 1966.

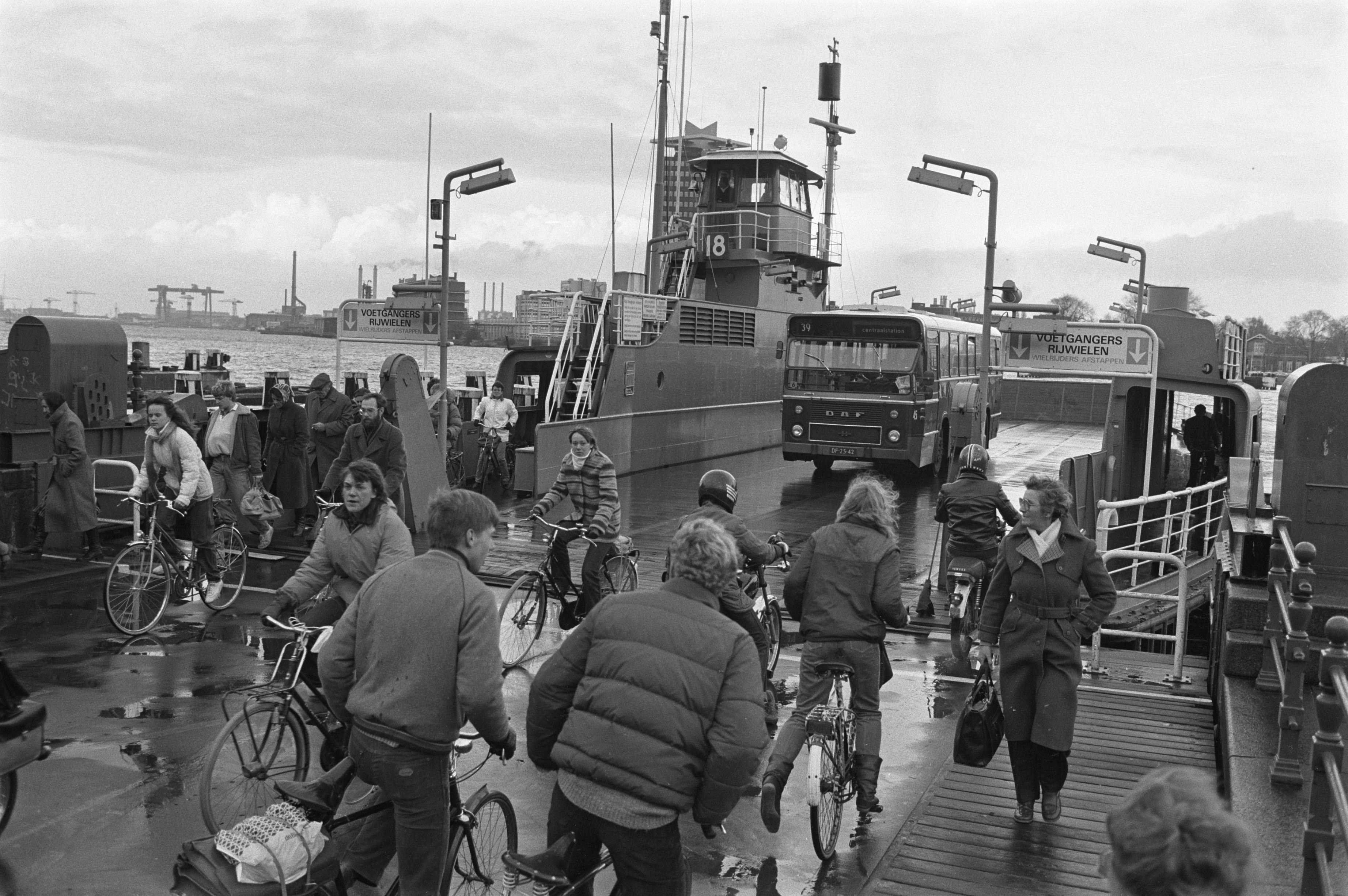
Pont 18 met bus 45 van lijn 39 in 1981

- Stoompont 18: 37 meter, bouwjaar 1930-'31, in 1958 verbouwd tot dieselelektrische pont en in 1990 verkocht naar Antwerpen (vaart daar over de Schelde).
- Dieselelektrische pont 19 (ex-stoompont II van de SMN, gebouwd in 1910), 25 meter lang. Het casco werd gekocht van de SMN en in 1948 verbouwd tot dieselelektrische pont, verkocht 1970.
- Dieselelektrische pont 22: 47 meter, bouwjaar 1957, in 1992 verkocht aan Pels transport.
- Dieselelektrische pont 23: 47 meter, bouwjaar 1961, in 1994 verkocht aan Western Ferries, voer over de rivier de Clyde in Schotland onder de naam 'Sound of Scalpay'. In oktober 2013 verkocht aan The Underwater Centre in Fort William (Schotland) voor diepzeeduiken en het werken met Remotely operated vehicles in de offshoreindustrie onder de naam Loch Sunart.
- Dieselelektrische pont 24: 47 meter, bouwjaar 1964, in 1995 verkocht aan Western Ferries, voer over de rivier de Clyde in Schotland onder de naam 'Sound of Sanda'. In oktober 2013 verkocht aan The Underwater Centre in Fort William (Schotland) voor diepzeeduiken en het werken met Remotely operated vehicles in de offshoreindustrie onder de naam Loch Scavaig.

#### IJ-veren

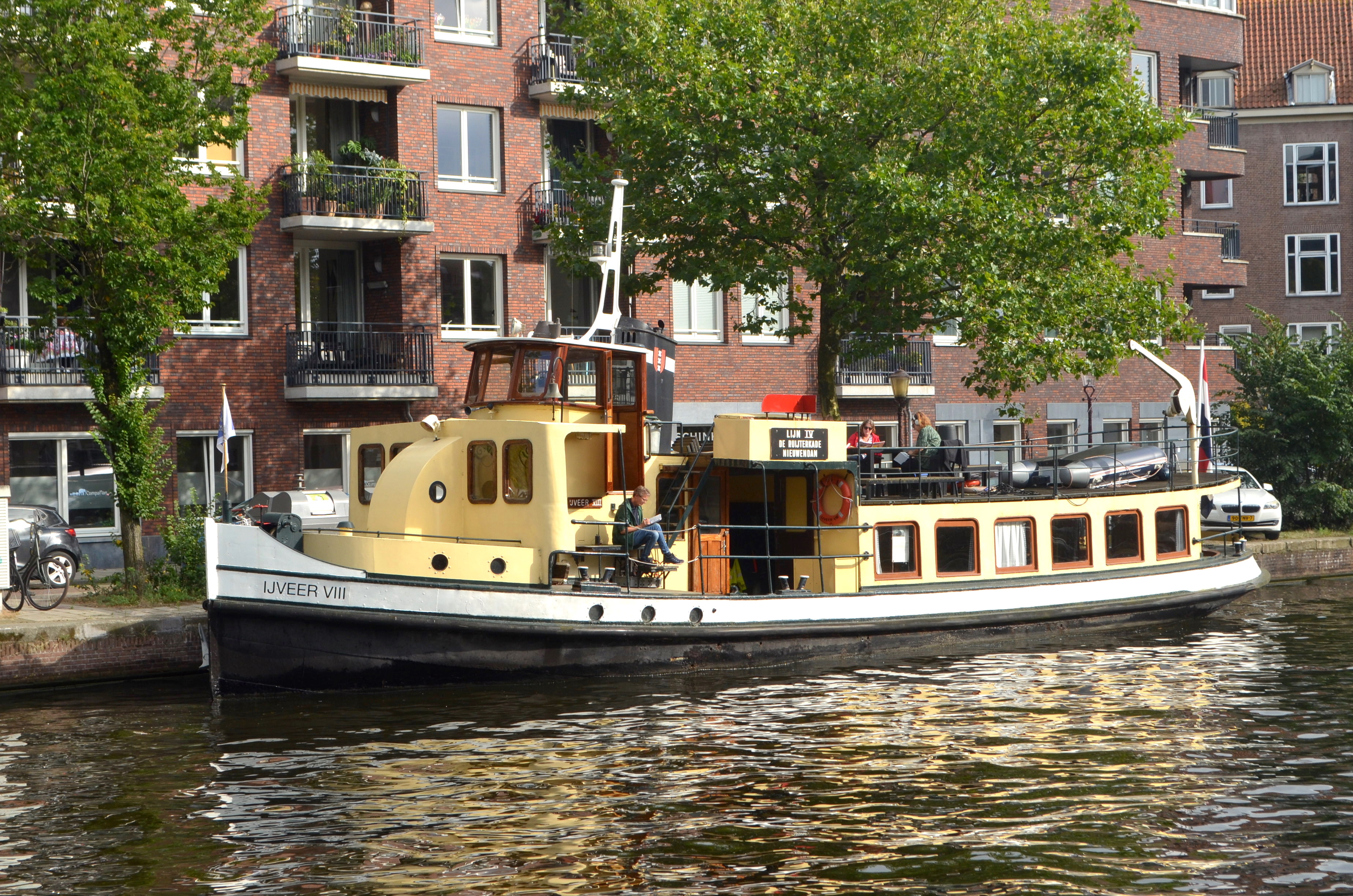
IJveer VIII in de Schinkel te Amsterdam-Zuid.

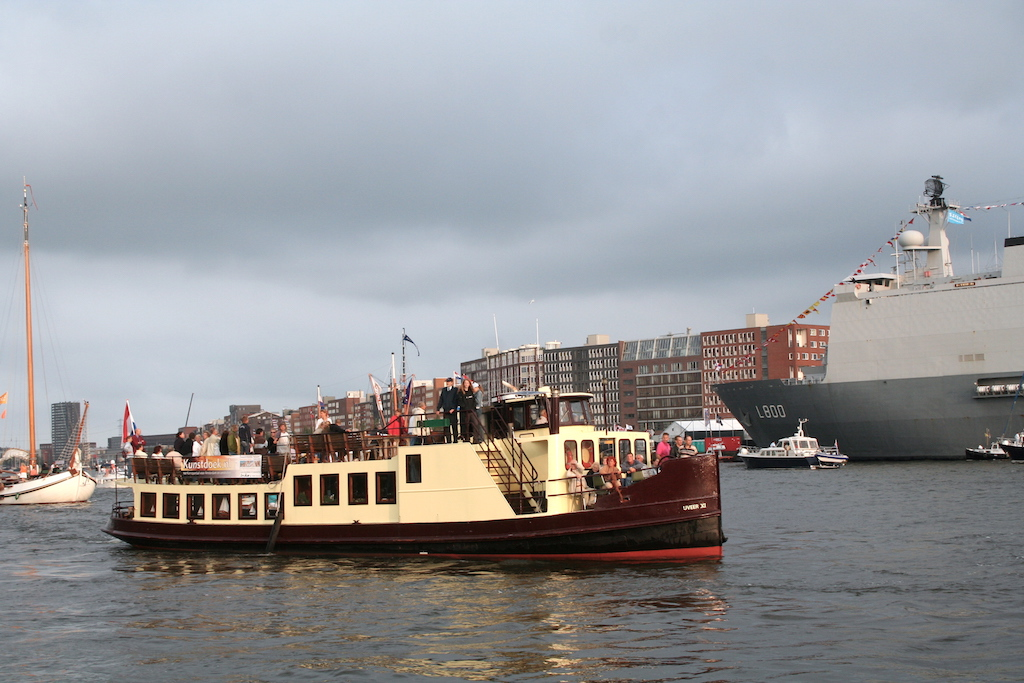
Museum-IJveer XI op een rondvaart tijdens Sail Amsterdam 2005.

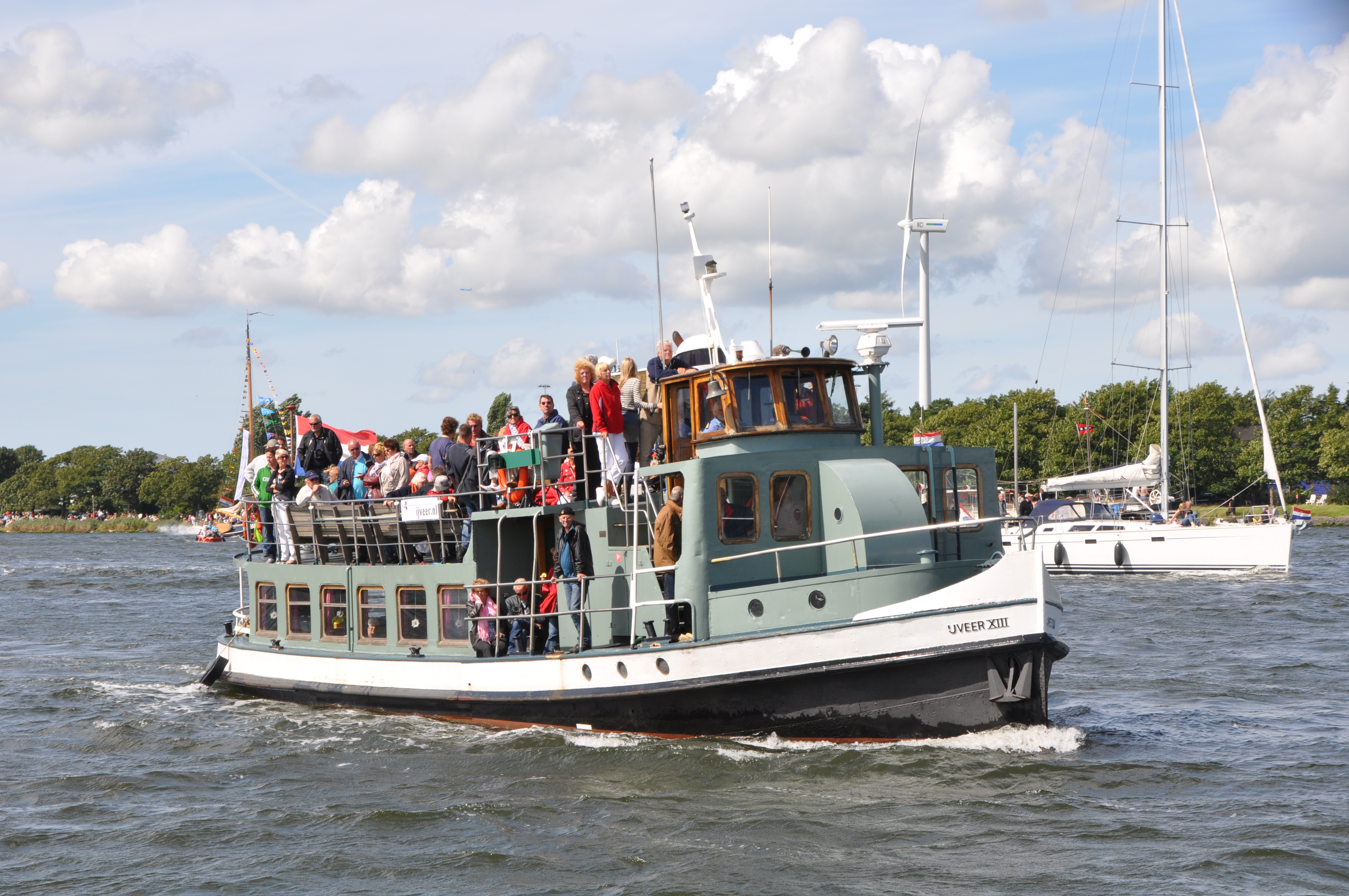
Museum-IJveer XIII tijdens Sail Amsterdam 2010.

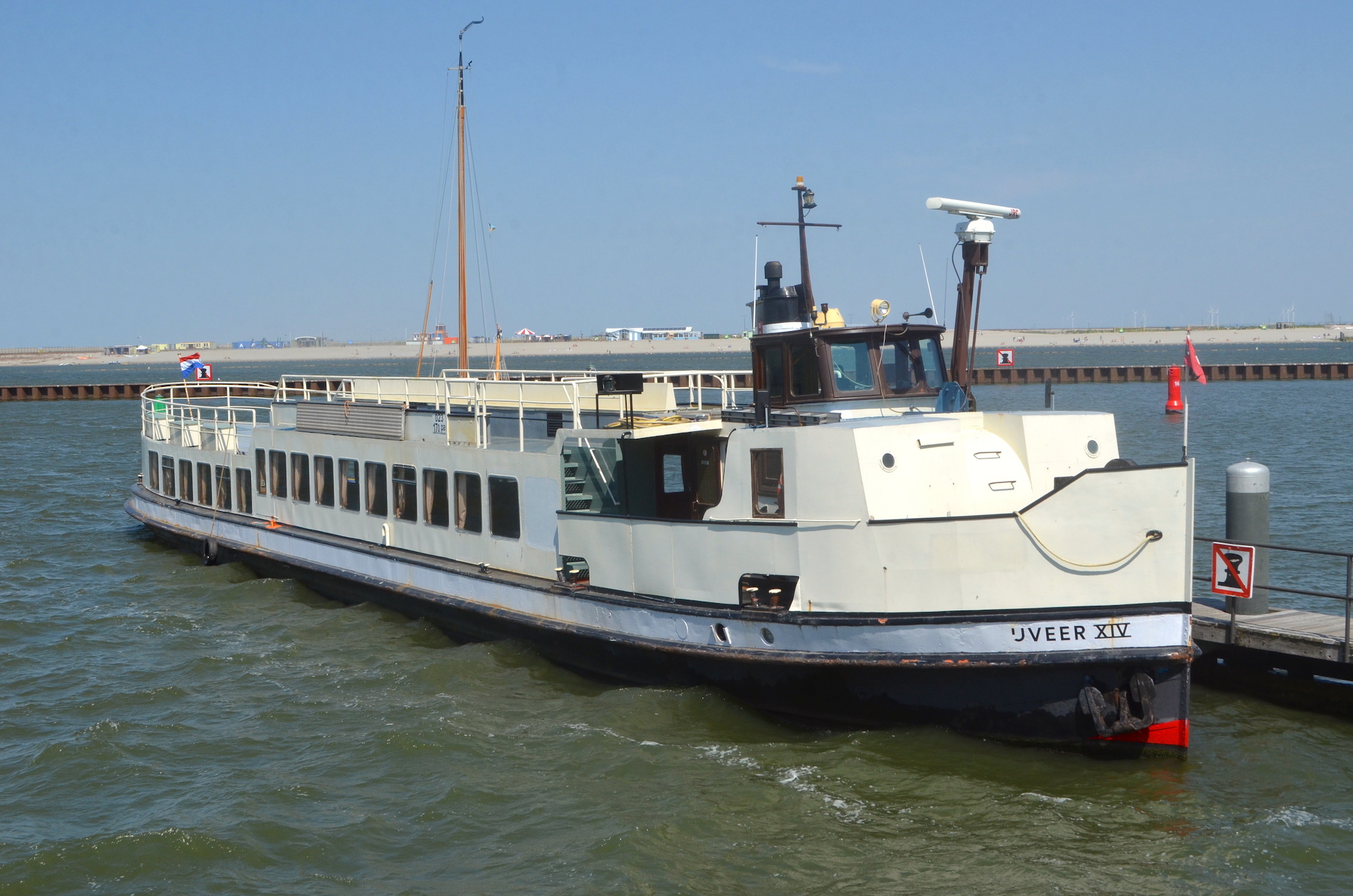
IJveer XIV te IJburg in 2023.

De voormalige IJ-veren hadden vanaf 1999 de volgende bestemmingen gekregen:
- II: bouwjaar 1913, verkocht in 1972, was jarenlang rondvaart-partyboot in Rotterdam, vaart sinds 2013 in Wenen op de Donau voor de First Danube Shipping Company Holding onder de naam 'Renaissance'.
- IV: bouwjaar 1916, verkocht in 1966, werd woonboot en is in 1992 gesloopt.
- VI: bouwjaar 1911, verkocht in 1969, was bunker- en tagrijnschip, tegenwoordig Bed & Breakfast in Rotterdam.
- VII: bouwjaar 1904, verkocht in 1969, voer jaren als partyboot in Steenwijk, vanaf 2012 in Alphen (Gelderland) waar het wordt ingezet als moederschip van een zeilschooltje.[26]
- VIII: bouwjaar 1922, verkocht in 1971, daarna in privébezit te Weesp, nu in Alphen aan den Rijn.[26]
- IX: bouwjaar 1922, verkocht in 1969, is woonboot in Haarlem.
- X: bouwjaar 1923, verkocht in 1969, in 2011 terug in Amsterdam als museum-IJveer onder de naam Leja, in 2014 eigendom van Stichting SAVE. Wegens slechte staat gesloopt in Franeker, Friesland.
- XI: bouwjaar 1923, verkocht in 1971, voer daarna onder de naam 'Speg en Zeewolf' vanaf Kornwerderzand; sinds 1997 terug in Amsterdam als museum-IJveer.
- XII: bouwjaar 1927, verkocht in 1971, is woonboot in Vreeswijk met de naam 'Vrouwe Cornelia'.[26]
- XIII: bouwjaar 1928, verkocht in 1971, voer op de Waddenzee onder de naam 'Snotdolf', is in Makkum in gebruik geweest voor de sportvisserij en sinds 1992 terug in Amsterdam als museum-IJveer.[26]
- XIV: bouwjaar 1930, verkocht in 1971, was party- en rondvaartboot in Vlaardingen met de naam 'Diane'. Vanaf 9 maart 2022 is het terug in Amsterdam bij Rederij Navigo in de haven van IJburg. Sinds april 2022 ouderhoudt het een veerdienst op Pampus en het Muiderslot.
- 30: gehuurd in 1985, ALC 1600 minipont van Le Comte uit Vianen, met als doel te kopen als alles goed werkte. Maar de pont was totaal ongeschikt voor personenvervoer door de constructie van het schip dat meer op een landingsvaartuigje leek dan op een pont. De schipper had weinig zicht op het water aangezien de passagiers voor de stuurhut moesten staan. Na een paar dagen is men gestopt met de proef.
- 31: gehuurd in 1985, met de naam 'Adelaar'. Afkomstig van het werkeiland Neeltje Jans. Dit veer was door de vorm van de romp, waardoor het erg slingerde, minder geschikt voor de passagiersvaart. Is nooit aangekocht maar heeft wel enige tijd gevaren.

#### Historische IJ-veren
Van de vroegere kleine IJ-veren die tot 1971 alleen passagiers (geen voertuigen) vervoerden zijn er twee als museumvaartuigen in Amsterdam teruggekeerd en bewaard gebleven (IJveer XI en IJveer XIII). Hiermee worden op zondagen van april tot oktober vaartochten gemaakt vanaf de De Ruijterkade naar het KNSM-eiland, Nieuwendam, Durgerdam en soms naar IJburg, Vuurtoreneiland, Pampus en het Amsterdamse Bos. De nieuwste aanwinst IJveer X zou worden gerestaureerd, maar werd uiteindelijk wegens slechte staat gesloopt. Sinds 2022 is ook IJveer XIV teruggekeerd in Amsterdam. Dit veer heeft zijn ligplaats te IJburg en vaart tussen IJburg, Muiden en Pampus.

#### Rijksponten
De Rijksponten 4, 5 en 6 zijn gebouwd in 1933 door de Nederlandsche Dok en Scheepsbouw Maatschappij te Amsterdam. De Rijksponten 7, 8 en 9 zijn gebouwd in 1935 door de Bouwwerf Klop te Sliedrecht. Eerste eigenaar was Rijkswaterstaat Stoompont Verendienst in Velsen, later werd dit Rijkswaterstaat directie Noord-Holland. De ponten waren lange tijd geel-wit geschilderd, sinds 2007 waren zij in het kleurenschema van Connexxion (geel-groen).
Van mei 2007 tot mei 2021 lag een oude Rijkspont (nr. 5) aan de De Ruijterkade achter het Centraal Station als drijvende fietsenstalling. Deze was rood met wit geschilderd.
Op 1 juli 2013 werden de vijf overige ponten (4, 6, 7, 8 en 9) van Connexxion overgenomen en zijn in GVB-huisstijlkleuren blauw met wit gebracht.
In 2021-2022 zijn de ponten vervangen door de nieuwe elektrische ponten.

## Andere veren in Amsterdam

### Heden

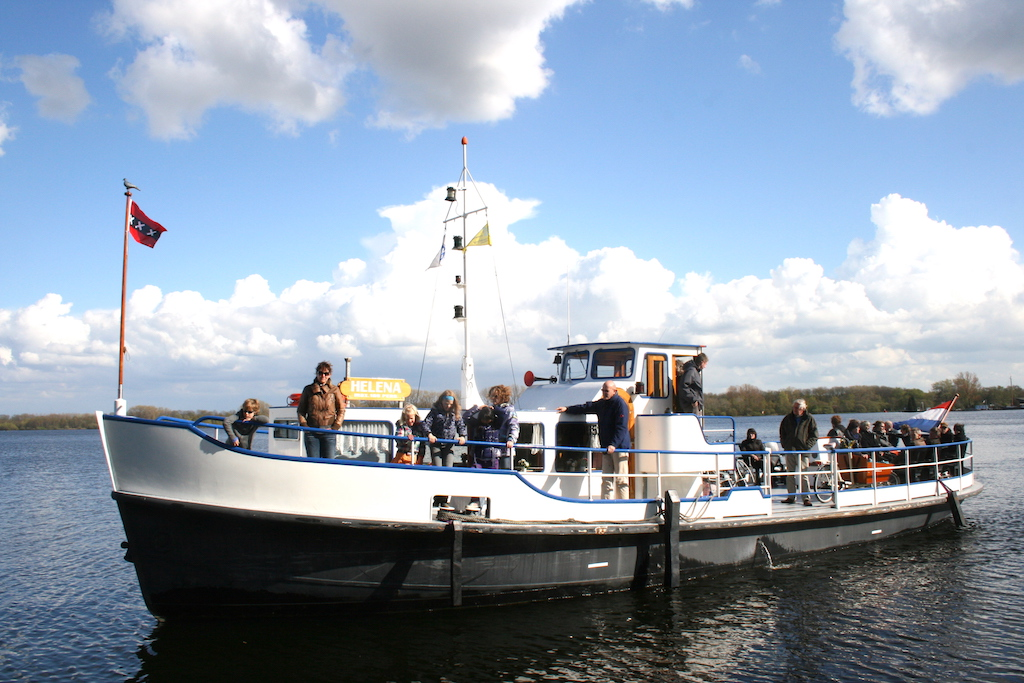
Motorschip 'Helena' op de Nieuwe Meer te Amsterdam.

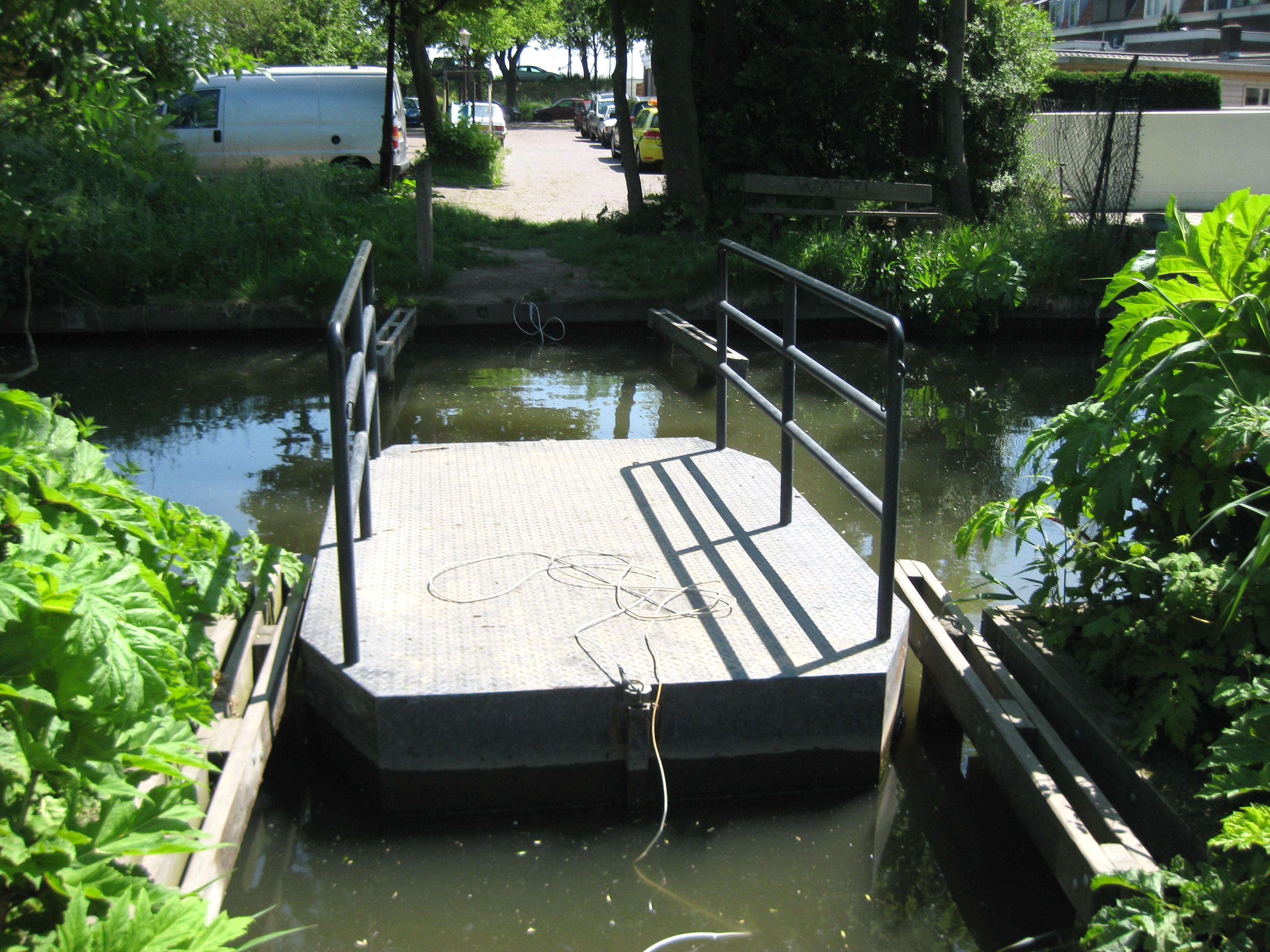
Kabeltrekpontje bij het Schellingwouderpark.

Naast de veren over het IJ zijn er binnen de gemeente Amsterdam ook nog de volgende fiets- en voetgangersveren:

#### Voet- en fietsveren
- Holysloot – Broek in Waterland over de Holysloter Die (bediend motorveer van half april tot half september in het weekeinde overdag, in juli en augustus ook door de week).
- Amsterdam De Oeverlanden – Amsterdamse Bos (bij boerderij Meerzicht) over het Nieuwe Meer (Motorveer 'Helena' half april tot half oktober in het weekeinde overdag).
- Ouderkerkerdijk – Amsteldijk over de Amstel (april en september weekeinde overdag, mei tot en met augustus ook door de week overdag).
- IJburg – Muiden – Forteiland Pampus (april tot en met oktober, dinsdag tot en met zondag overdag).

#### Kabelveer
- Aan het begin van het Schellingwouderpark in Schellingwoude (kabeltrekpontje voor voetgangers en fietsers).
- In het Westerpark over de Haarlemmertrekvaart (houten trekveer voor voetgangers).
- Diemen – Watergraafsmeer over Ringvaart (handbediend kabelveer, bij afwezigheid van de schipper kan men het veer ook zelf bedienen).

### Voormalige veren

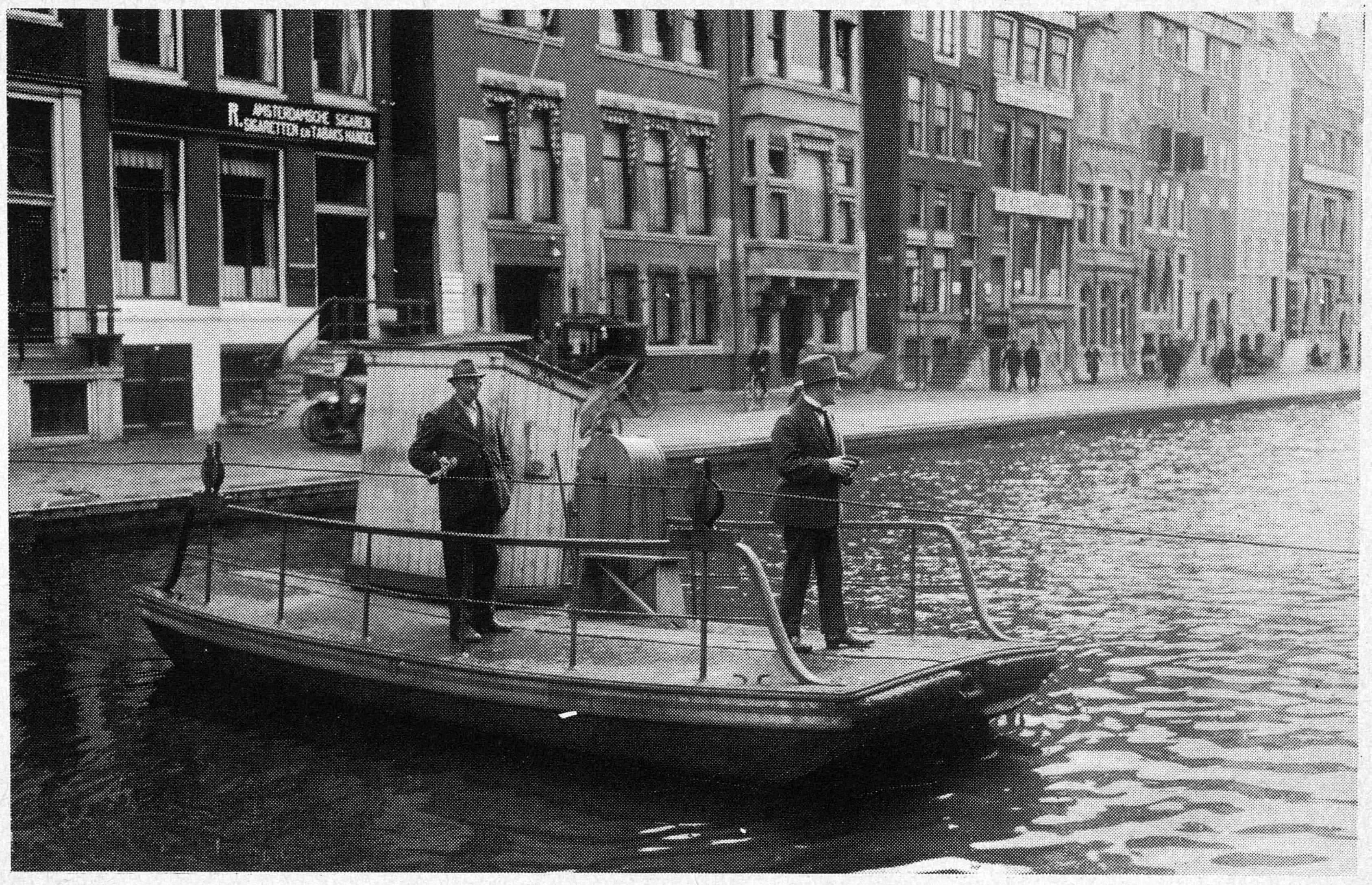
Gierpontje Rokin tussen 1900 en 1914

- Tot de demping in 1933 van het noordelijke gedeelte van het Rokin voer over korte afstand een gierpontje voor voetgangers en fietsers over het water.
- In de jaren twintig voer ter ondersteuning van de Kattenslootbrug een pontveer over de Kattensloot ter hoogte van de Korte De Wittenstraat.
- Ter hoogte van de huidige Schalk Burgerstraat, over de Ringvaart naar de in 1921 geannexeerde gemeente Watergraafsmeer, voer tot 1927 een voetveer. In september 1924 werd er 4.500 gulden uitgetrokken voor een houten voetgangersbrug ter plaatse, doch het voetveer bleef heen- en weer varen. In oktober 1926 werden opnieuw plannen gemaakt, de aanbesteding volgde in december 1926. Het hulpbrugje lag er in januari 1927, gevolgd door een definitieve versie, die bekend werd als het Gele bruggetje waarna het voetveer overbodig werd. Tegenwoordig ligt hier de Kaap de Goede Hoopbrug.
- Tot de opening van de Zeilbrug in 1927 voer over de Schinkel ter hoogte van de Andreas Schelfhoutstraat een kettingpont voor  voetgangers en fietsers van de Amstelveenseweg naar de Sloterkade in aansluiting op tram 21, sinds 1925 bus G.

#### Kabelveren
- Tot de bouw van de Beltbrug en de Centrale Markthallen in 1934 bestond er een kabelveer tussen de Buyskade en de overzijde van de Kostverlorenvaart, ongeveer op de plaats waar nu de Beltbrug en de Buysbrug liggen.
- Tussen de Geleyn Bouwenszstraat en het Geuzeneiland in Geuzenveld bevond zich een kabeltrekpontje voor voetgangers. Dit trekpontje was alleen toegankelijk voor de bezoekers aan het Geuzeneiland. Sinds 1987 is het trekpontje vervangen door een vaste houten brug die ook alleen voor de bezoekers toegankelijk is.

#### Flevo Ferries
In september 1999 ging Flevo Ferries van start en was een samenwerking tussen het GVB, het Ministerie van Verkeer en Waterstaat, de provincie Flevoland en de gemeentes Almere en Lelystad.
Er werd met 3 Japanse en 2 Duitse schepen gevaren. Daar de schepen niet door de Oranjesluizen mochten werd vertrokken vanaf het Zeeburgereiland met een aansluitende busdienst van het GVB en ook in Almere en Lelystad was voor- en natransport per bus nodig. Door gebrek aan passagiers ging Flevo Ferries in maart 2000 failliet.
De schepen waarmee gevaren werd waren de
- Japanse schepen
  - Markermeer (bouwjaar 1993)
  - Gooimeer (bouwjaar 1994)
  - IJmeer (bouwjaar 1995)
- Duitse schepen
  - Veluwemeer (Hansepfeil)
  - IJsselmeer (Blitzpfeil)

#### Fast Flying Ferry

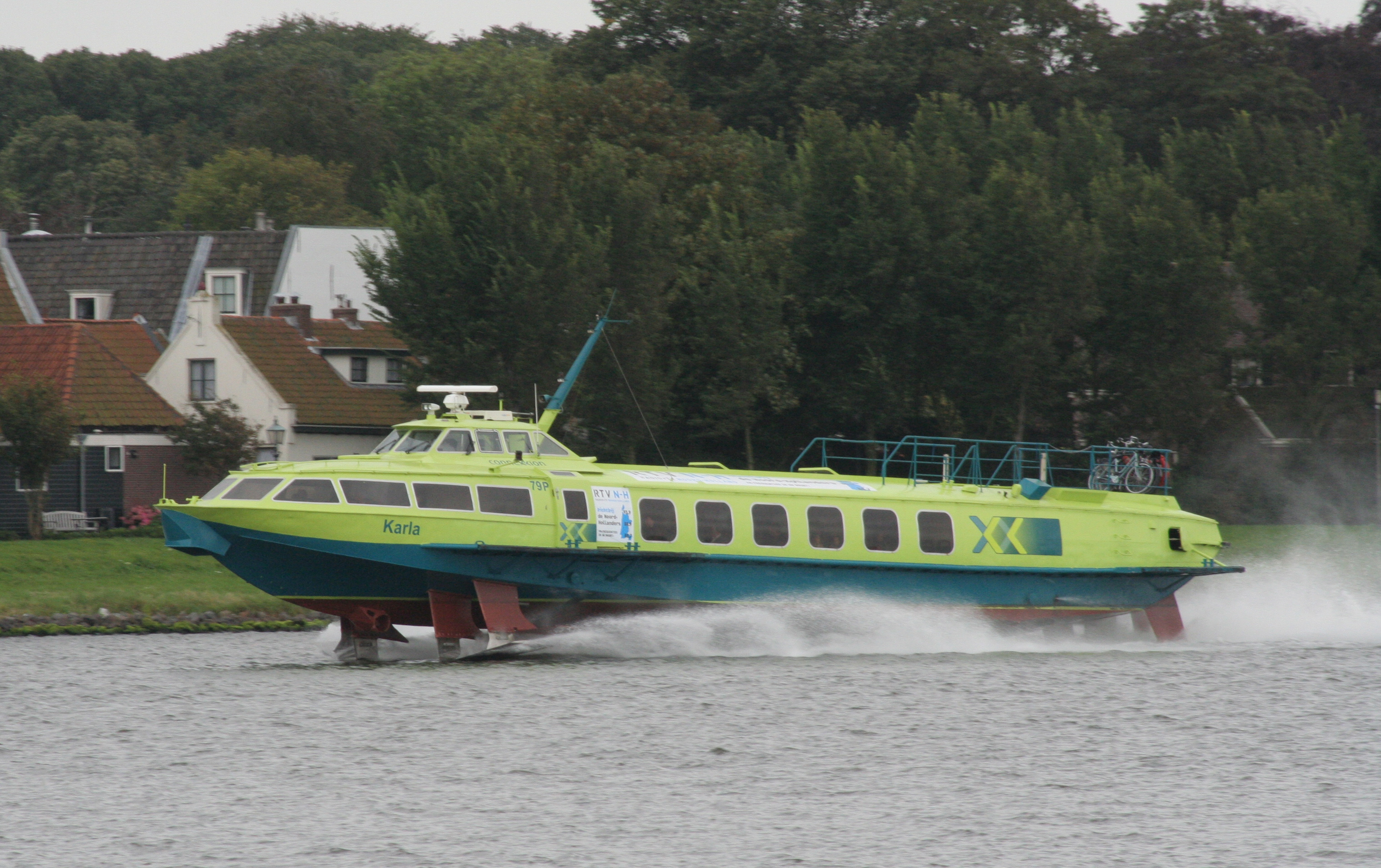
Draagvleugelboot van Connexxion.

De Fast Flying Ferry was een, aanvankelijk zeer snelle maar later minder snelle, veerverbinding over het Noordzeekanaal tussen Amsterdam De Ruijterkade en Velsen. Deze werd sinds 2007 geëxploiteerd door Connexxion als lijn 419, waarvoor Oekraïense draagvleugelboten werden ingezet in de huisstijl van Connexxion.
De Fast Flying Ferry werd geëxploiteerd van 27 april 1998 tot en met 31 december 2013. Op 1 januari 2014 werd de veerverbinding opgeheven omdat volgens de provincie de verbinding geen rendabele toekomst meer had vanwege fors teruglopende reizigersaantallen en het daarom niet meer verantwoord was het exploitatietekort nog langer te vergoeden.

## Afbeeldingen

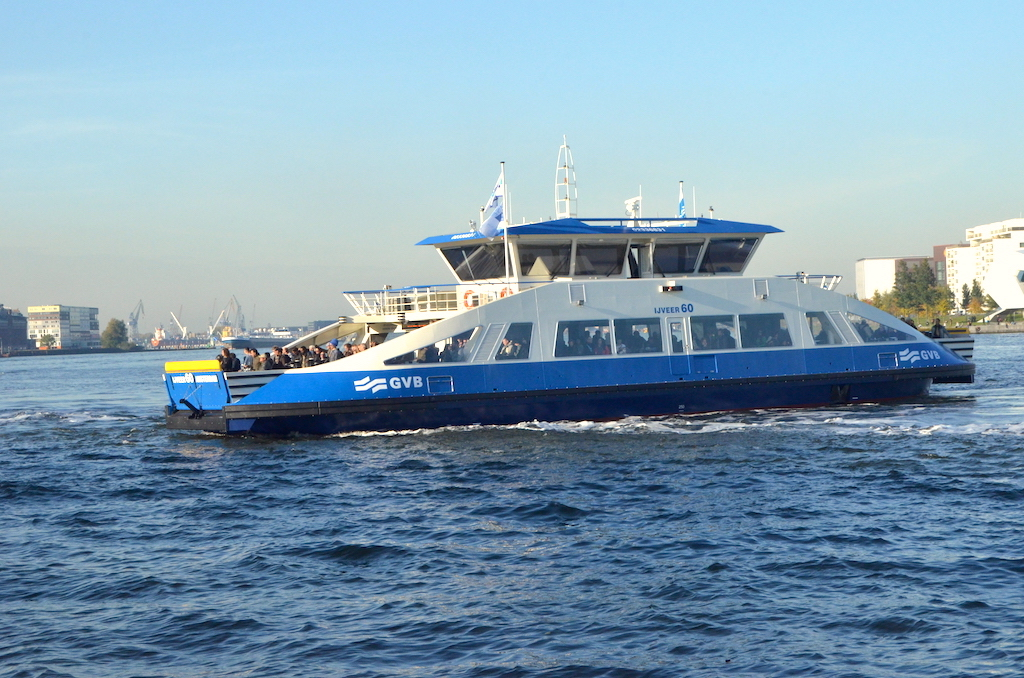
IJveer 60, de eerste van de 60-serie: onderweg op het Buiksloterwegveer.
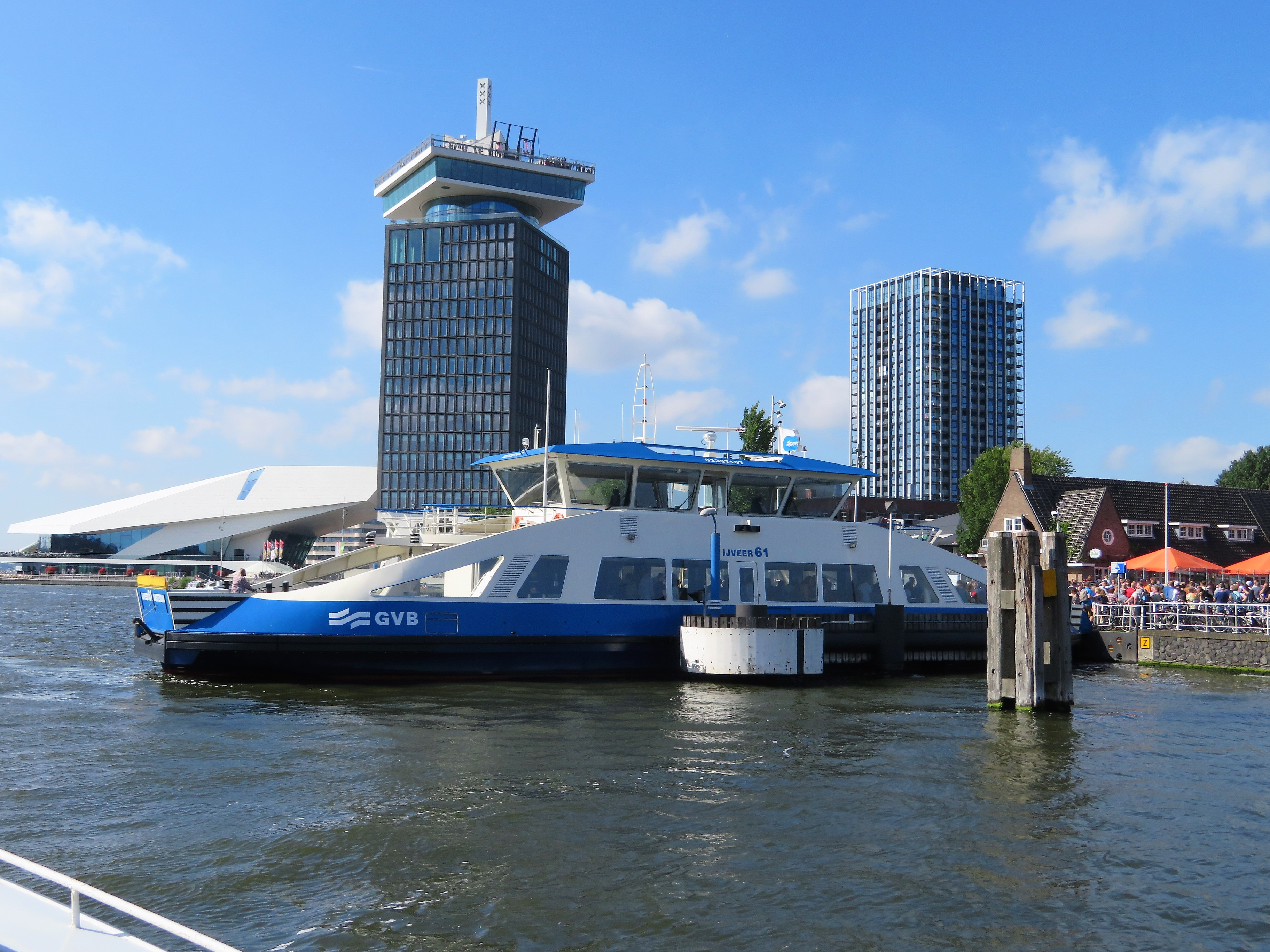
IJveer 61 voor de A'DAM Toren en het Eye Filmmuseum.
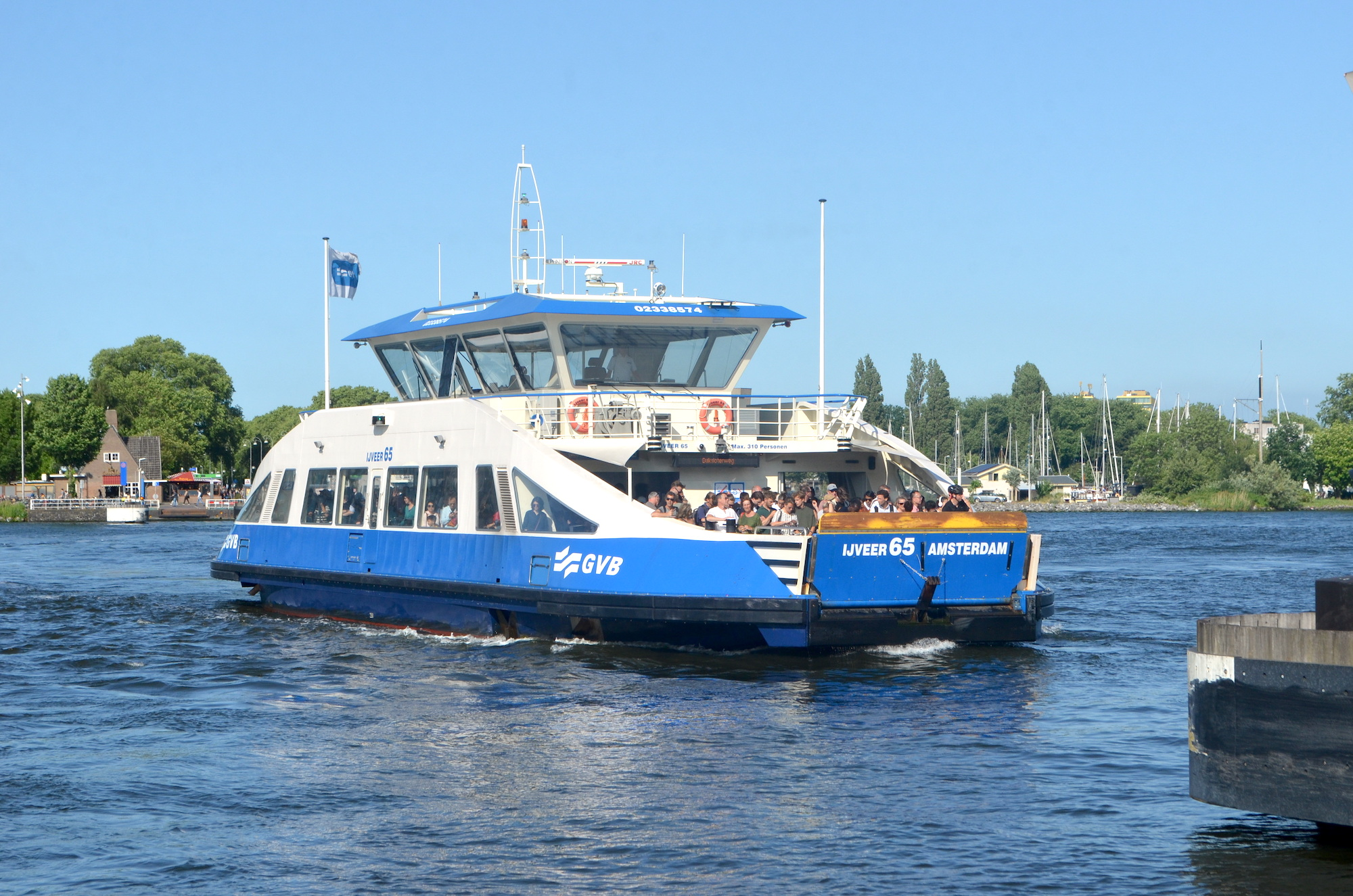
IJveer 65 op het Buiksloterwegveer op het IJ; 21 juni 2023.
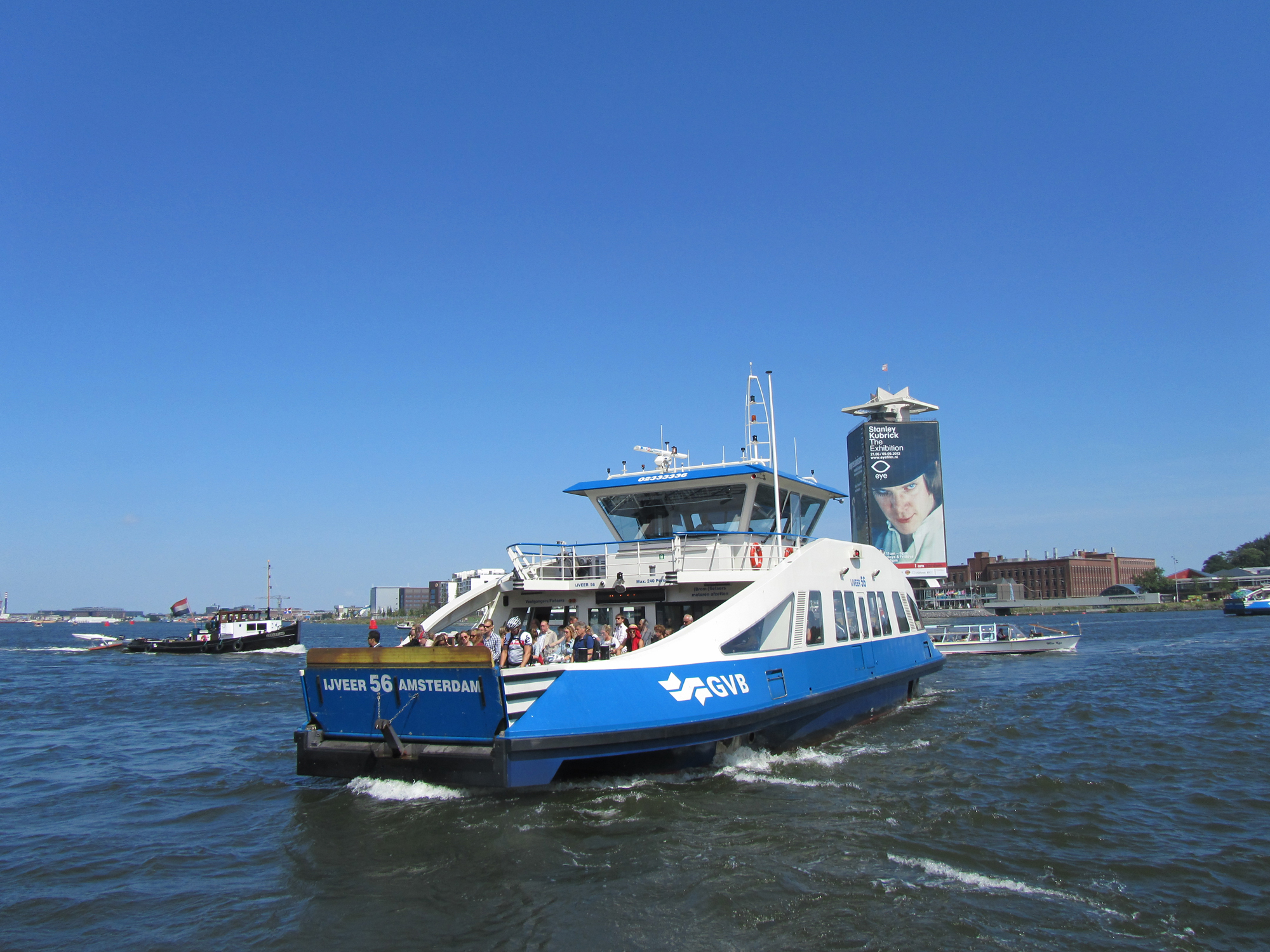
IJveer 56 tussen het Centraal Station en het IJplein.
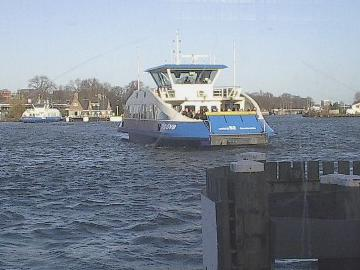
Veerpont van GVB gezien vanaf de De Ruijterkade.
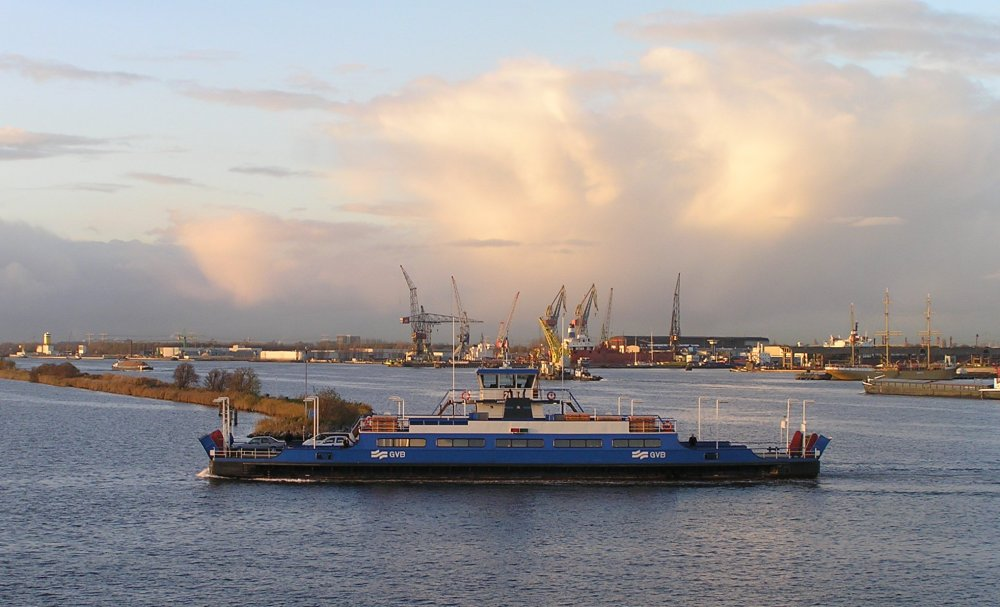
Distelwegveer
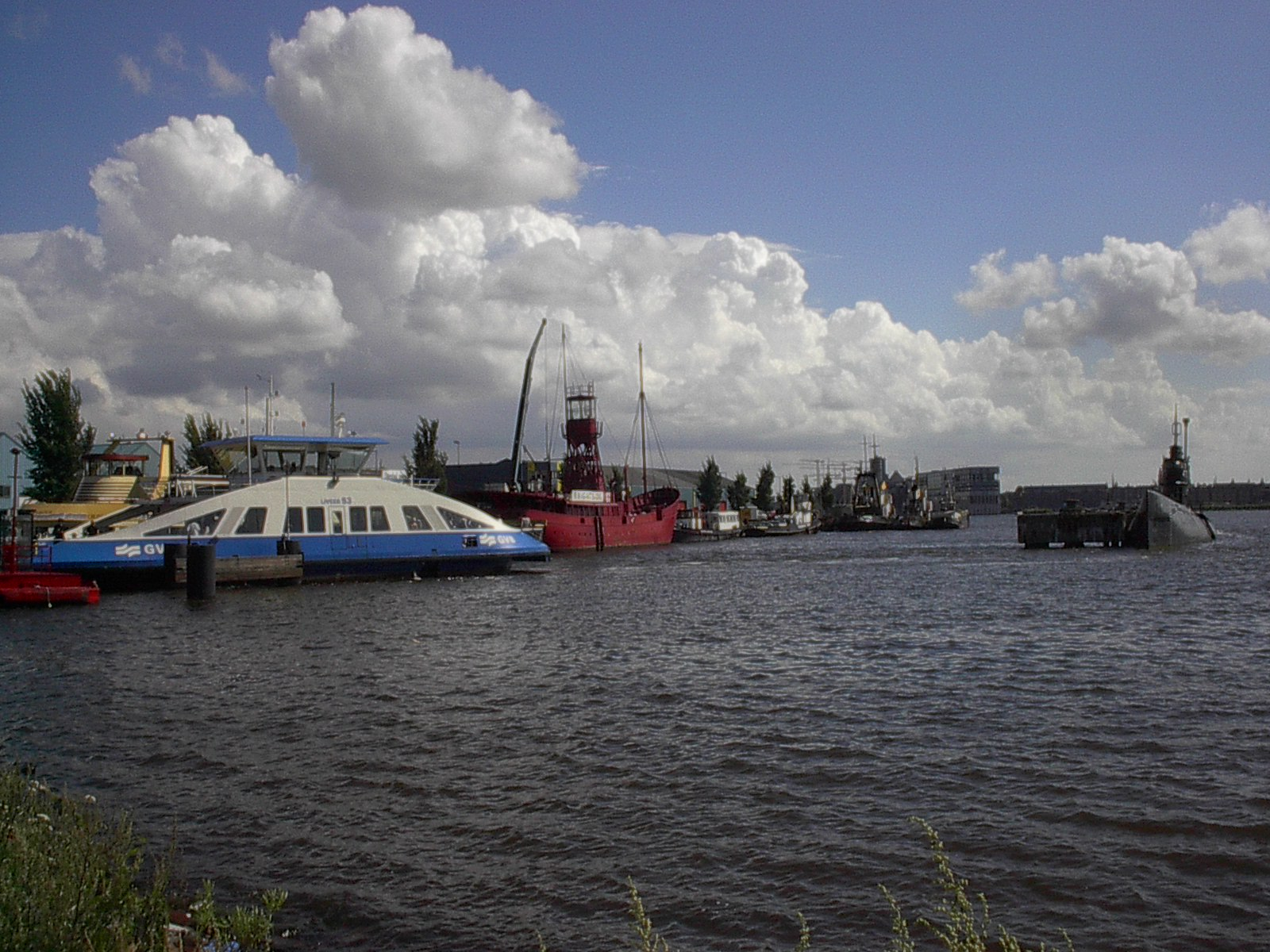
Houthavenveer
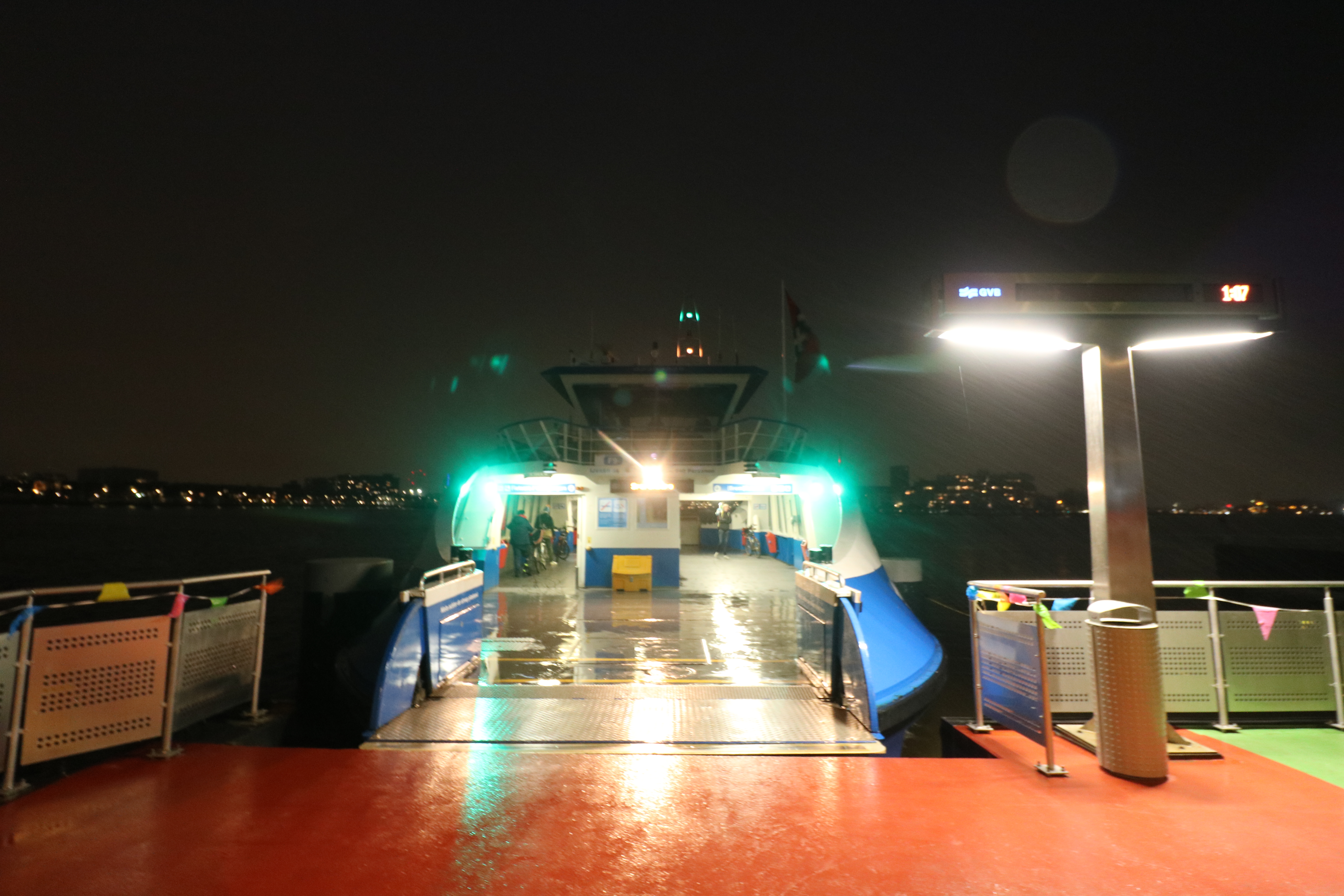
De pont vanaf Sporenburg op de eerste vaardag; 9 januari 2023.
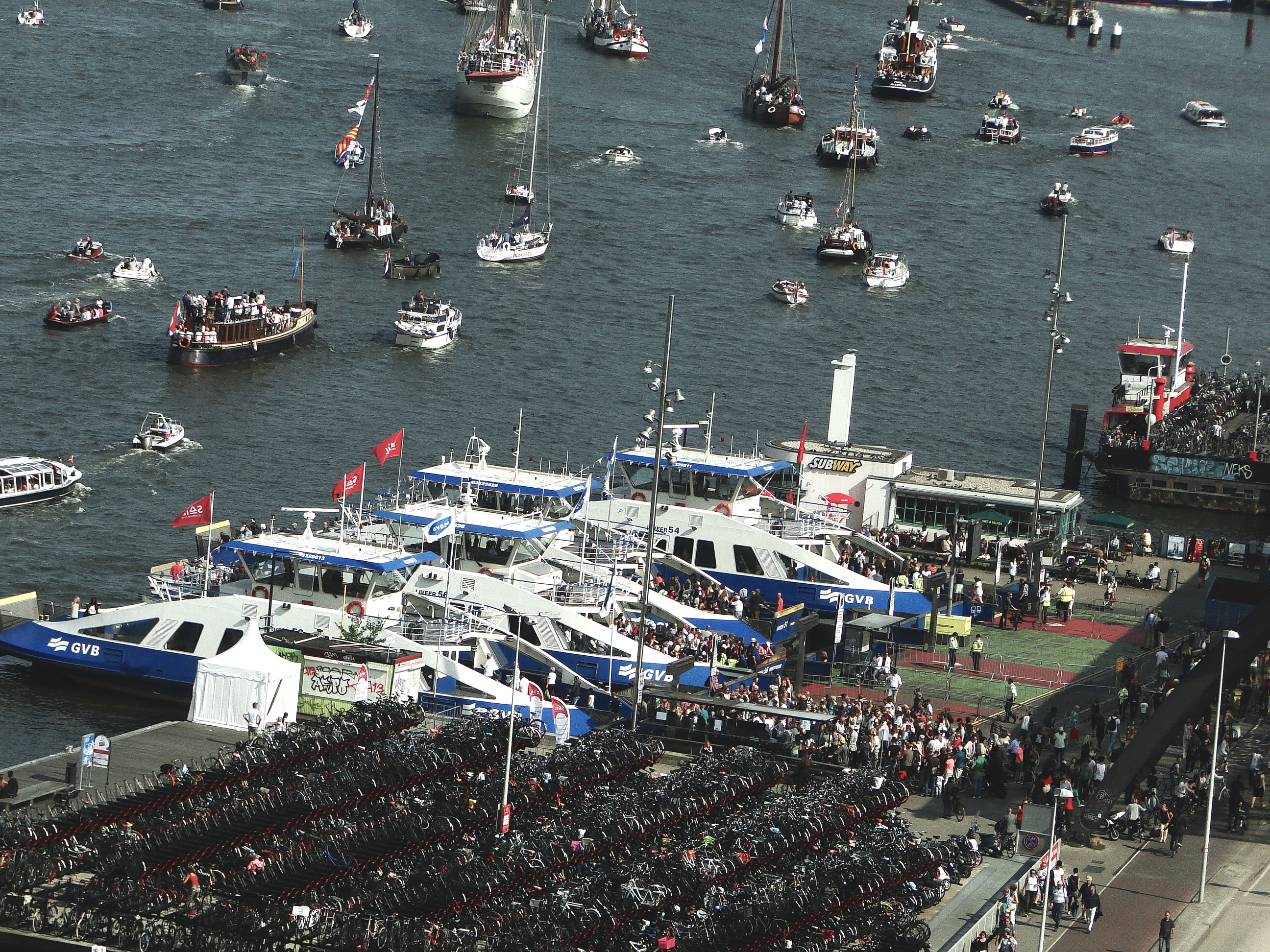
5 veren aangemeerd bij Amsterdam Centraal. Rechts op de achtergrond een oud veer, toen in gebruik als fietseen stalling; augustus 2015.
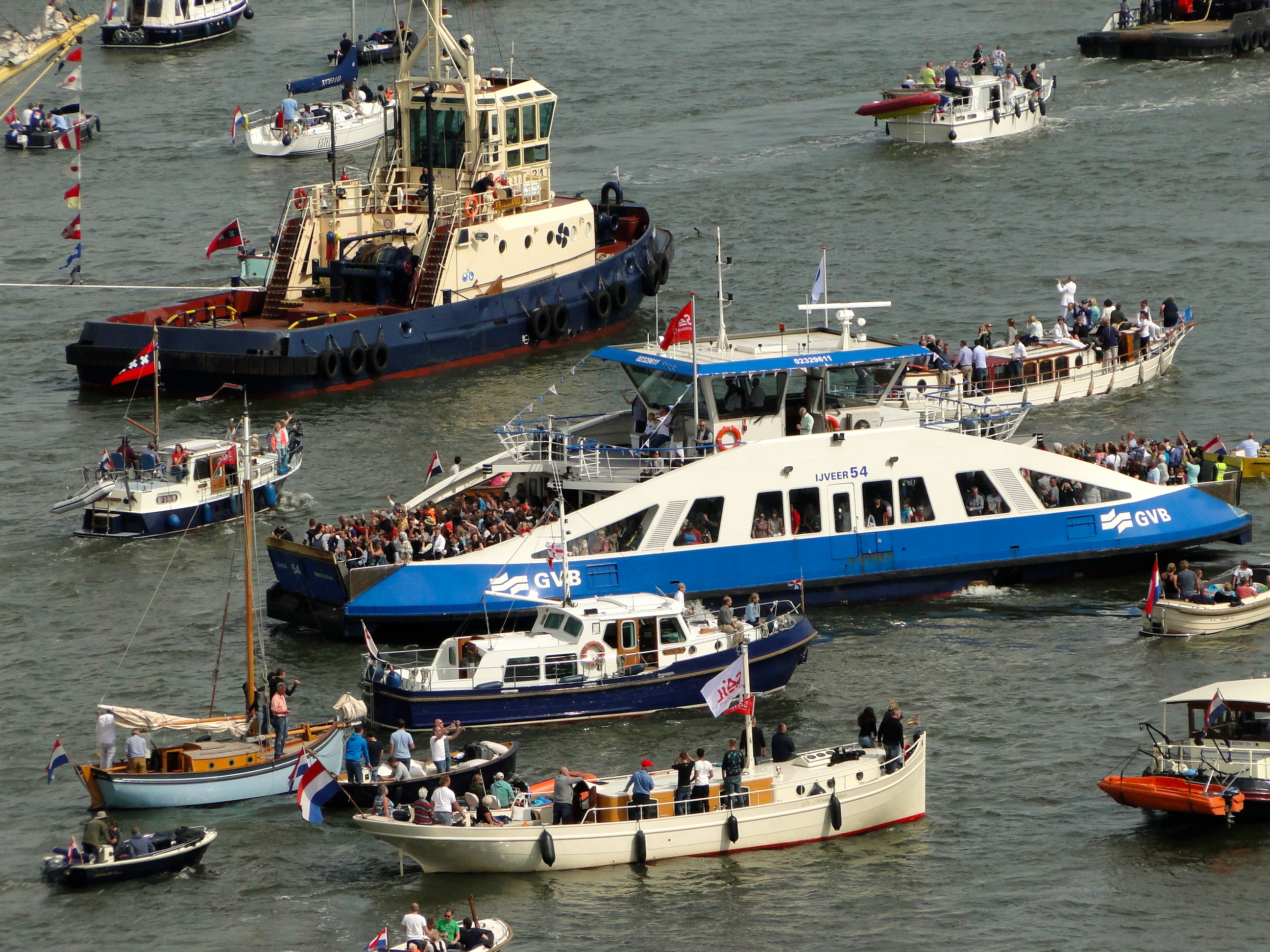
IJveer 54 in de drukte tijdens Sail Amsterdam 2015.
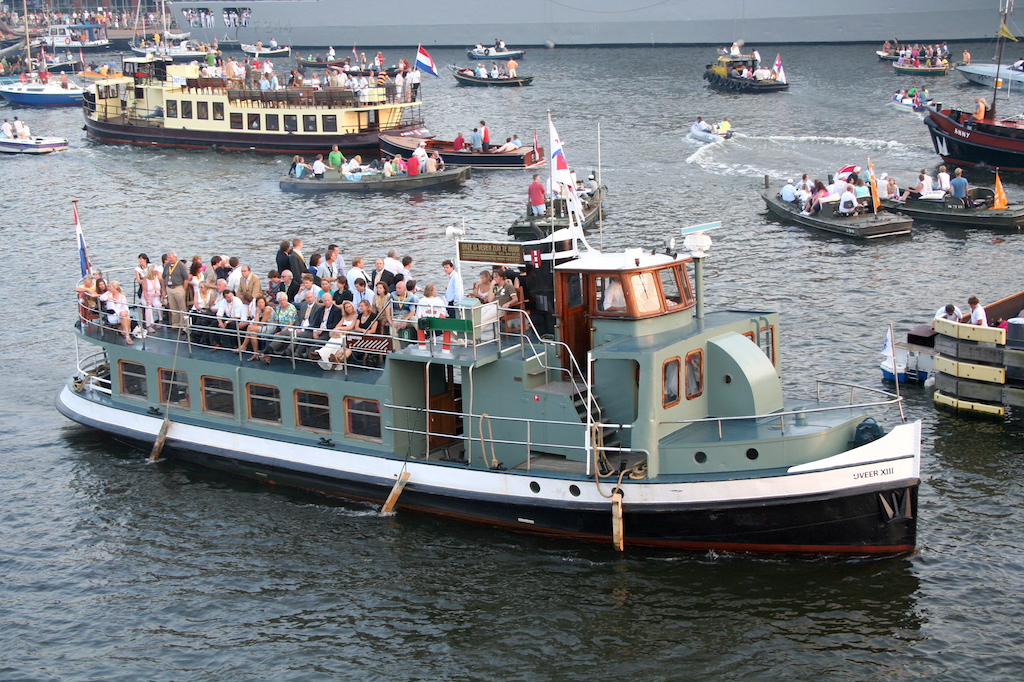
IJveer XIII op een rondvaart tijdens Sail Amsterdam 2005. Op de achtergrond IJveer XI.
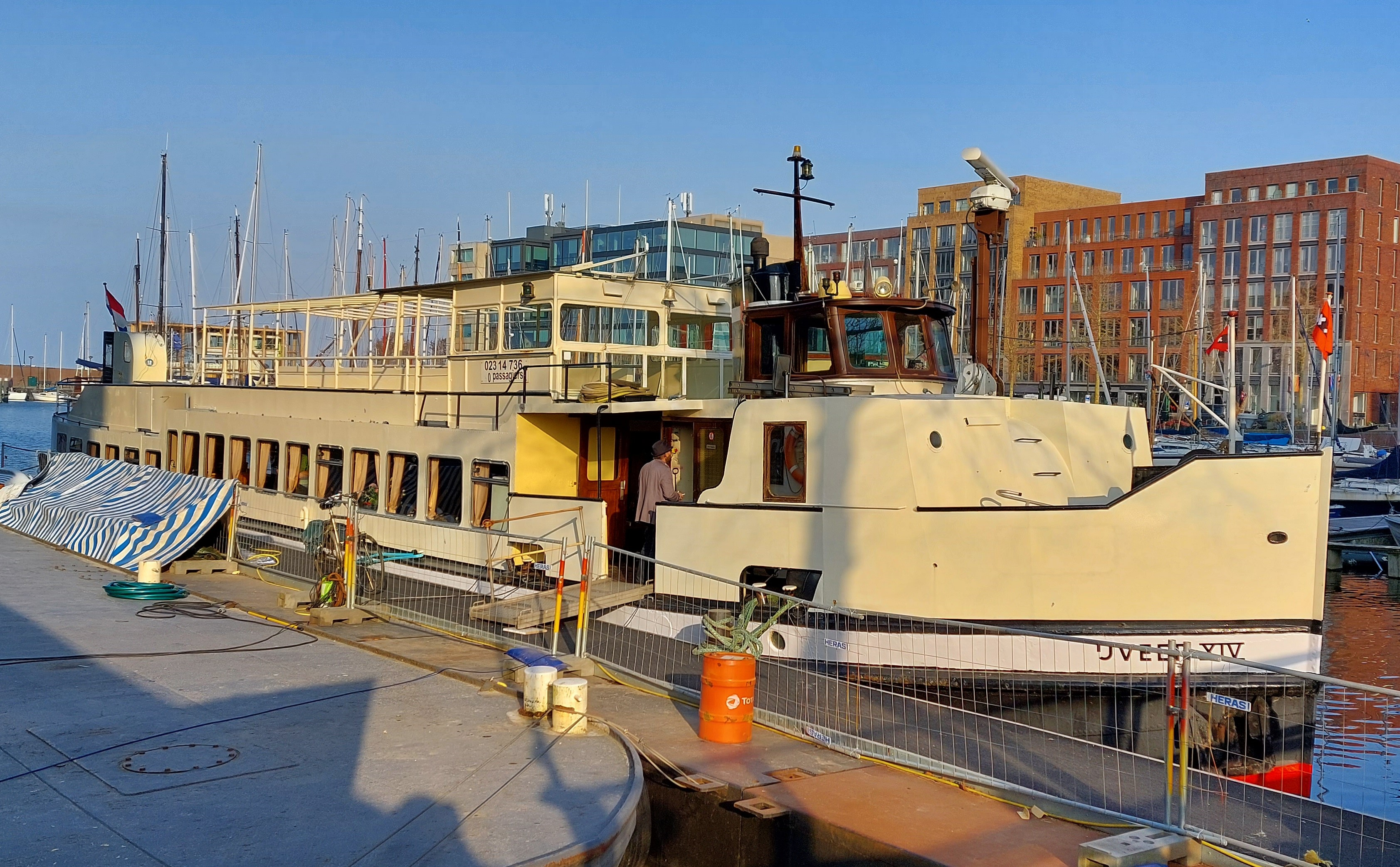
IJveer XIV in de haven van IJburg in 2022.
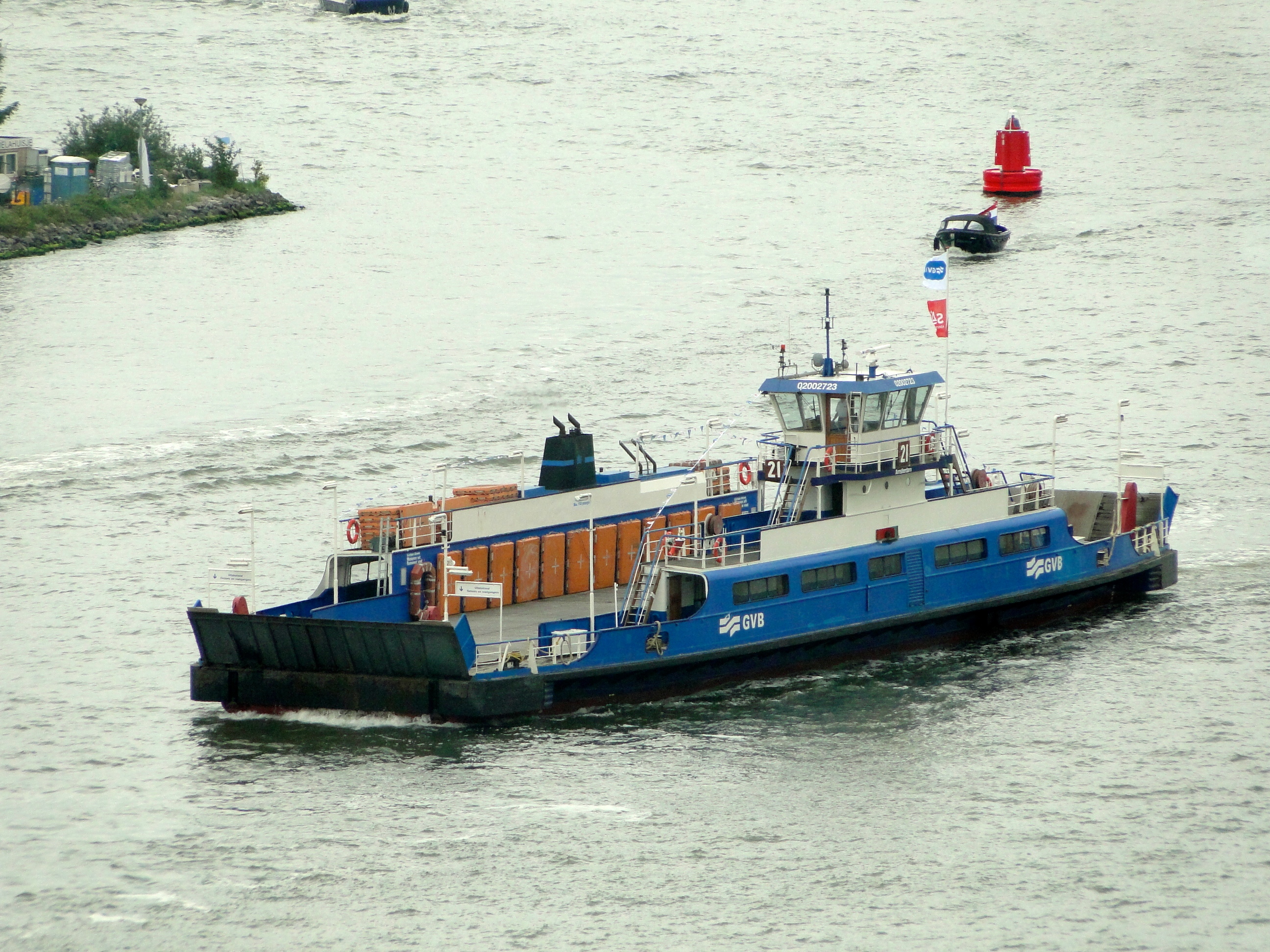
Pont 21 op het IJ.
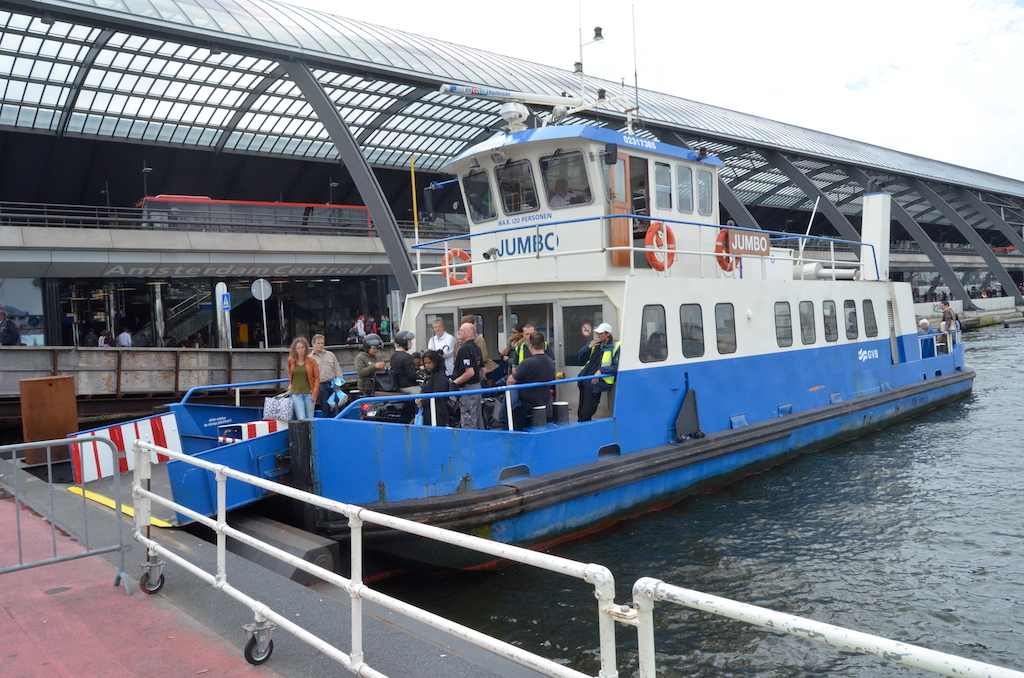
IJveer Jumbo (ex-32) aan de De Ruijterkade; 2016.
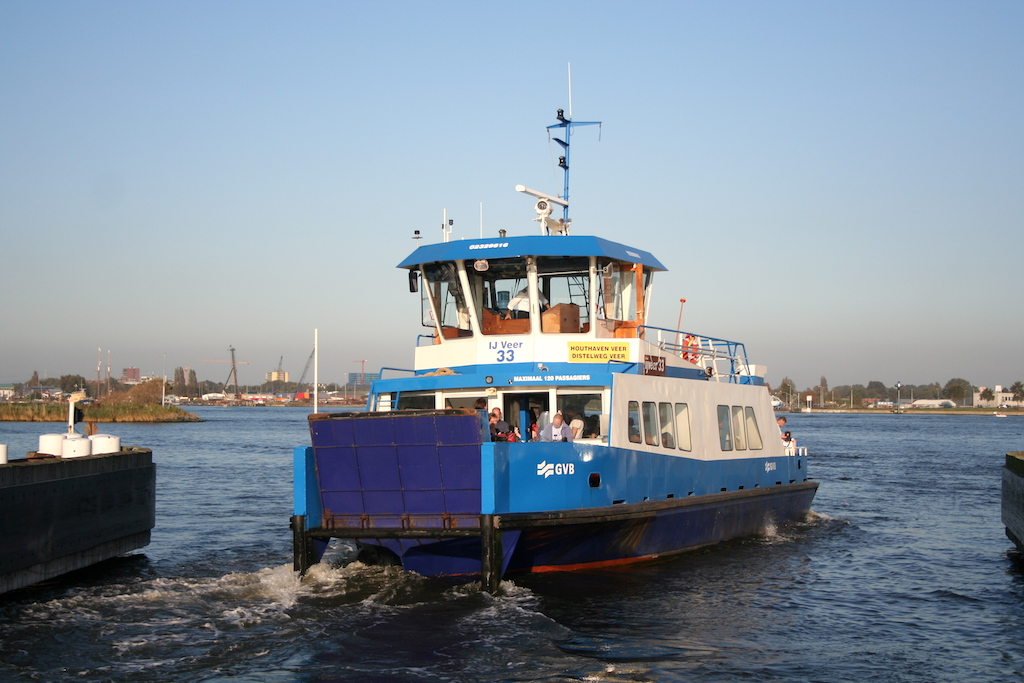
IJveer 33.
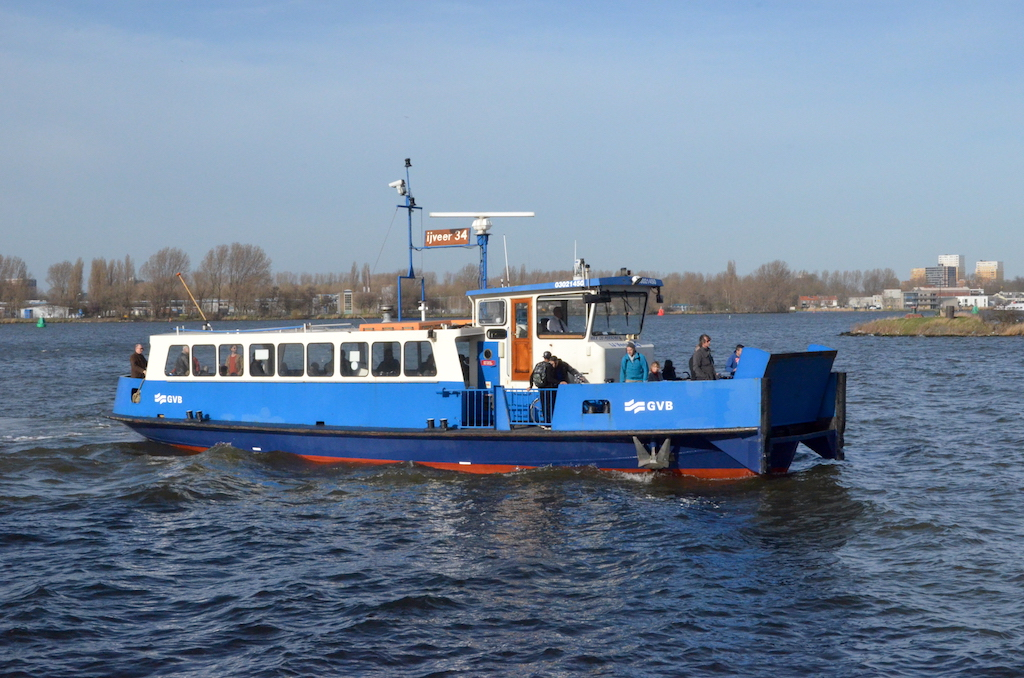
IJveer 34.
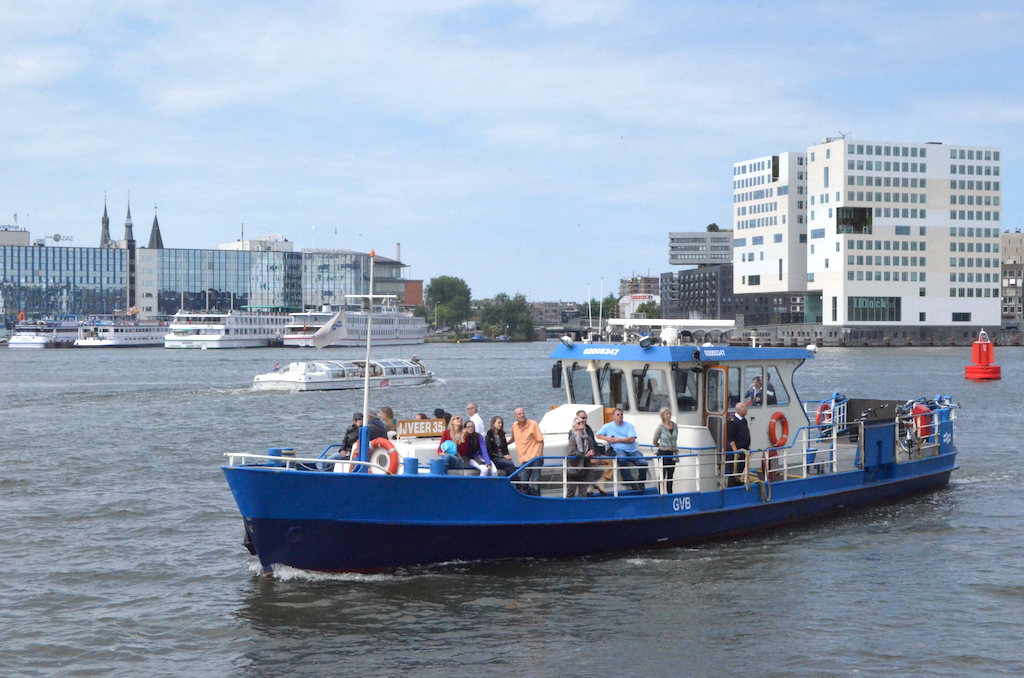
IJveer 35.
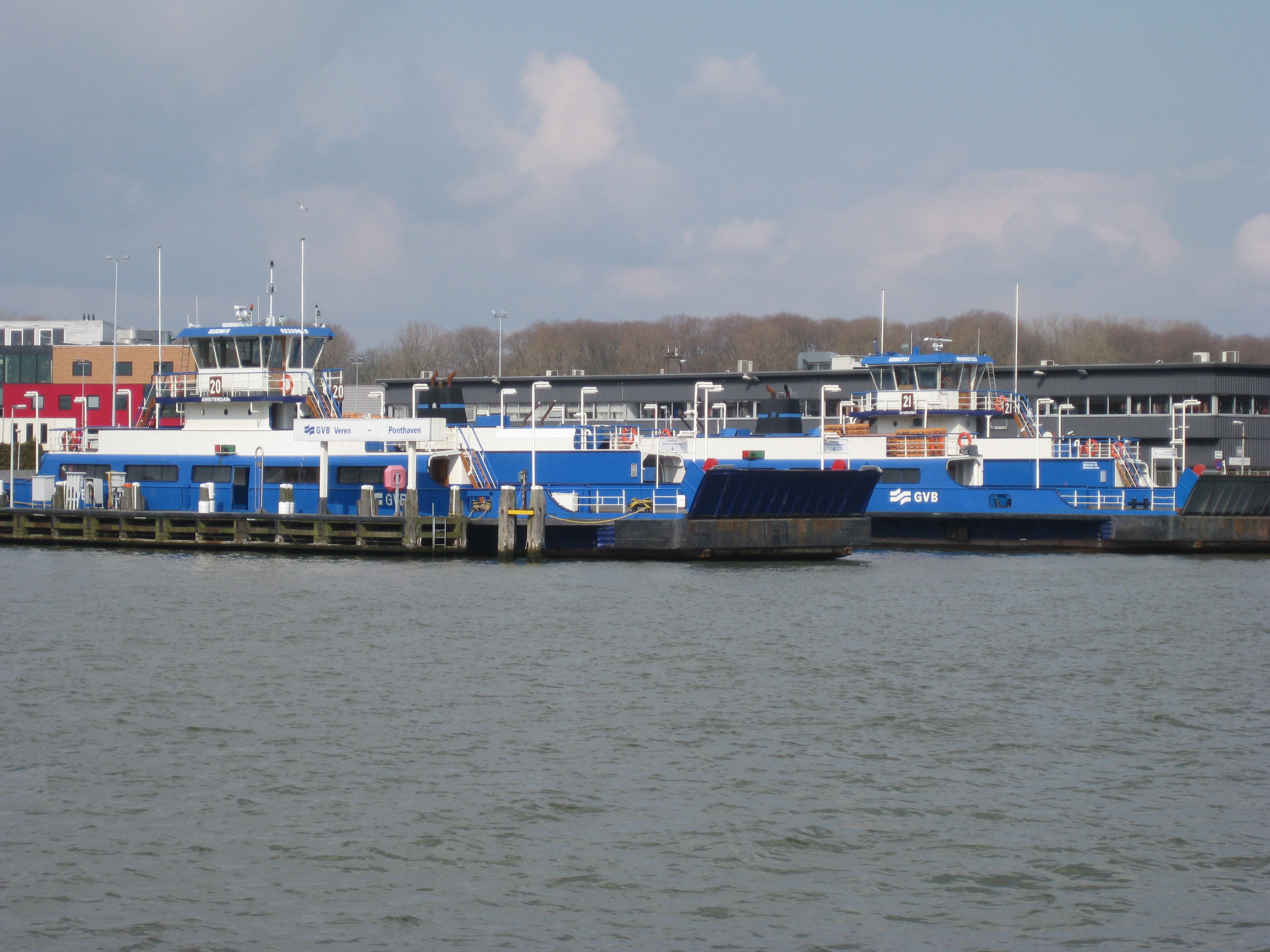
Ponthaven aan het IJ in Amsterdam-Noord.
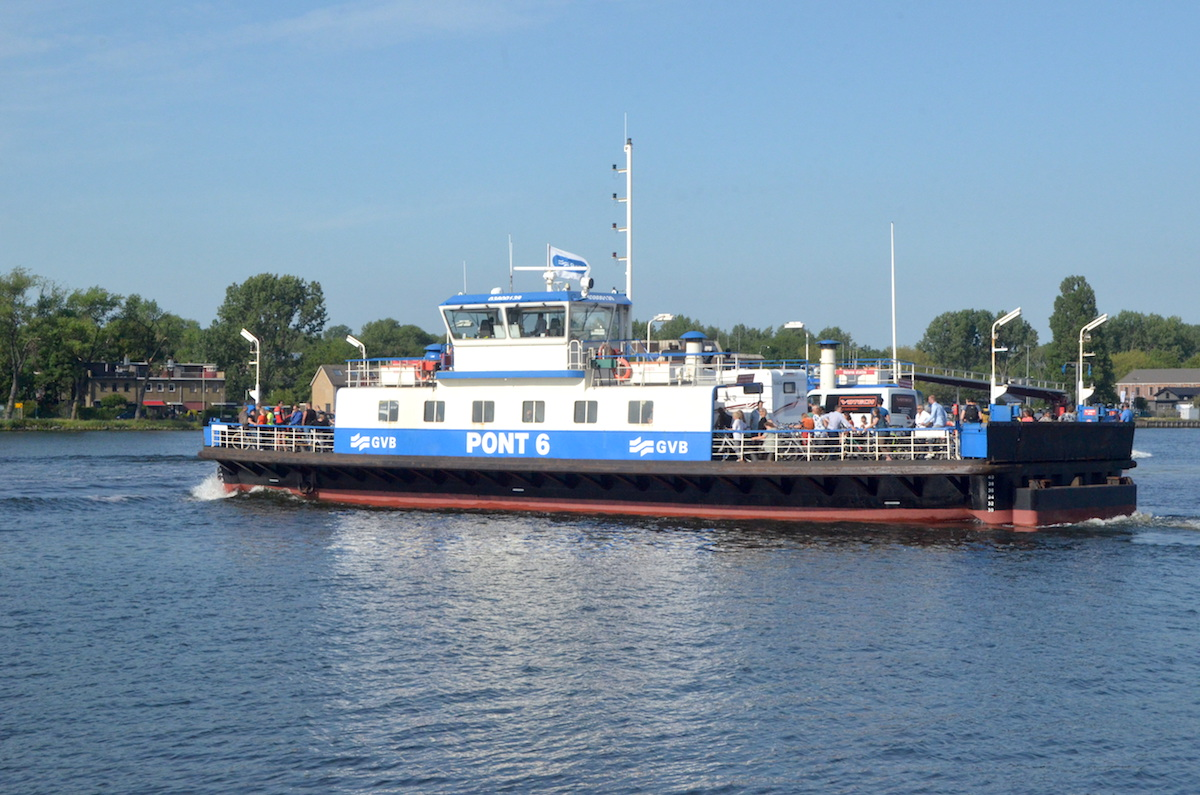
GVB Pont 6 op het Noordzeekanaal bij de Hemkade.
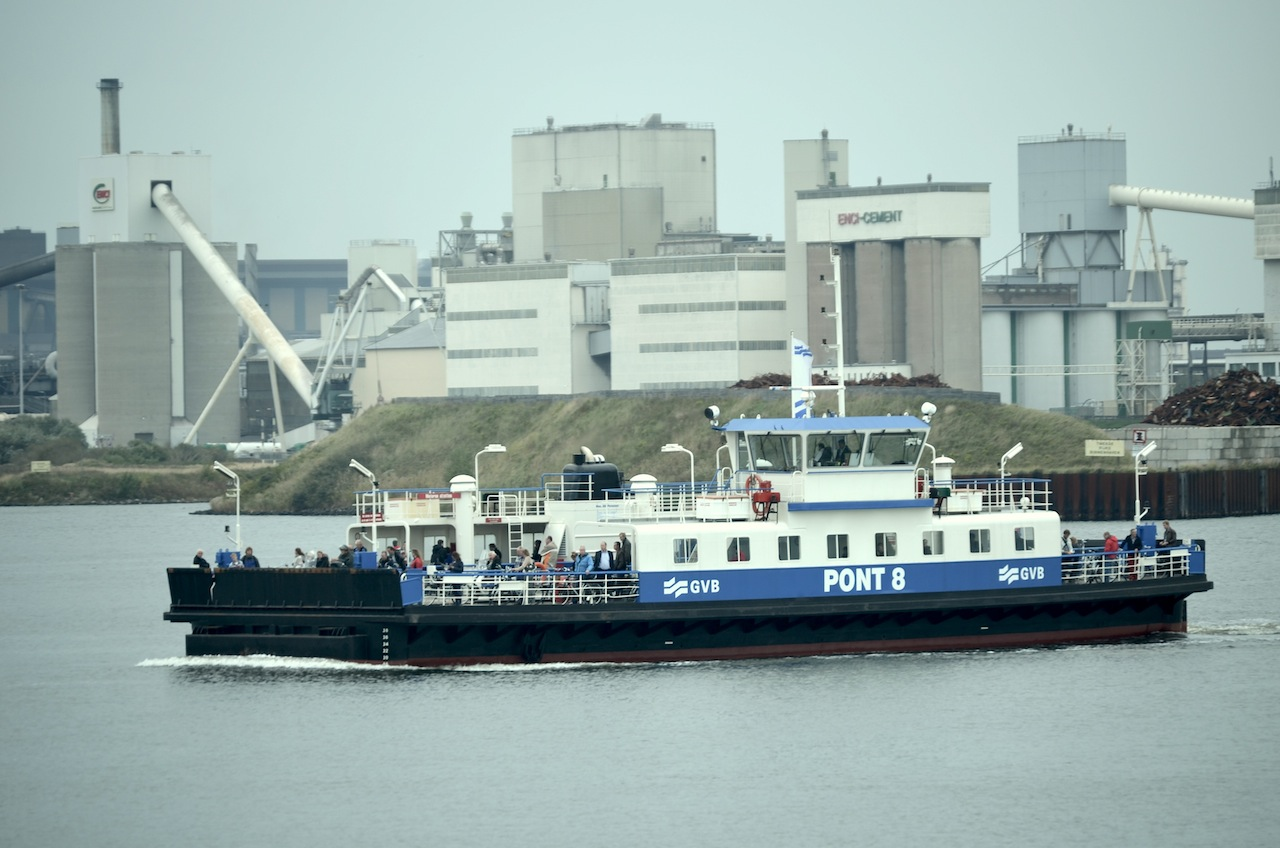
GVB Pont 8 op het Noordzeekanaal bij Velsen.
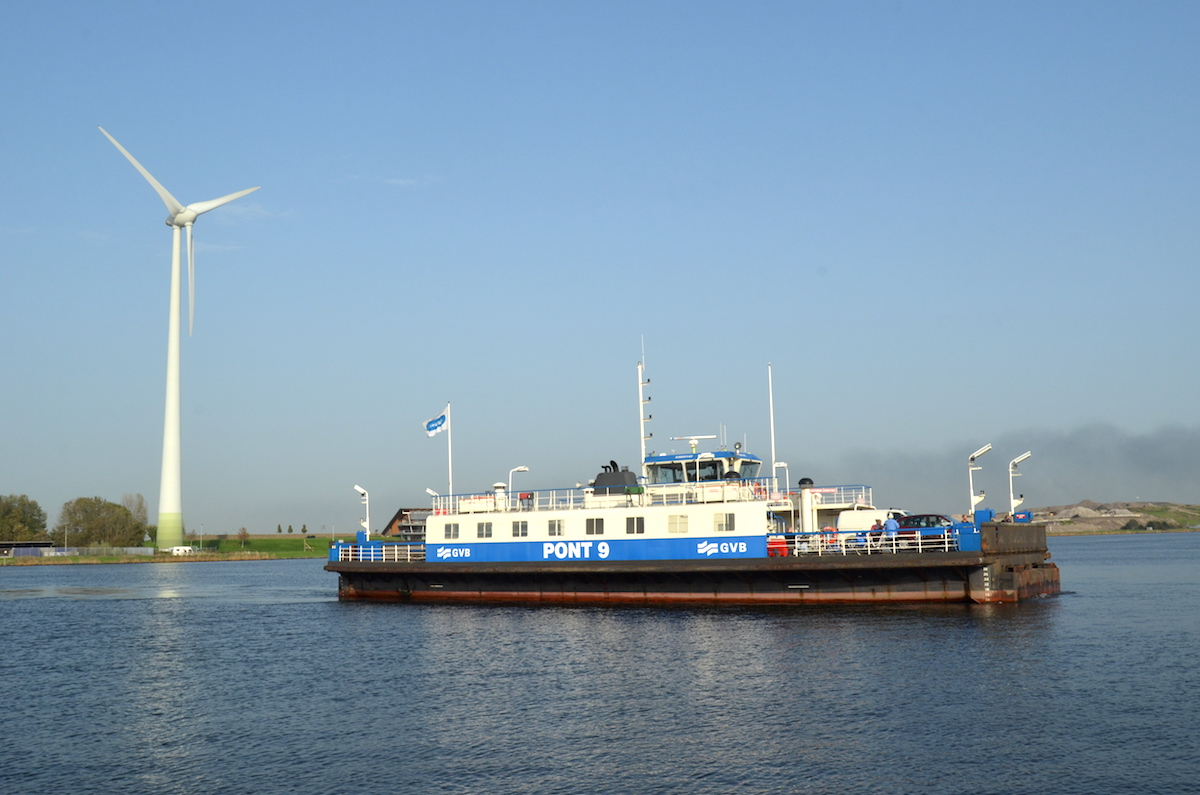
GVB Pont 9 op het Noordzeekanaal bij Buitenhuizen.
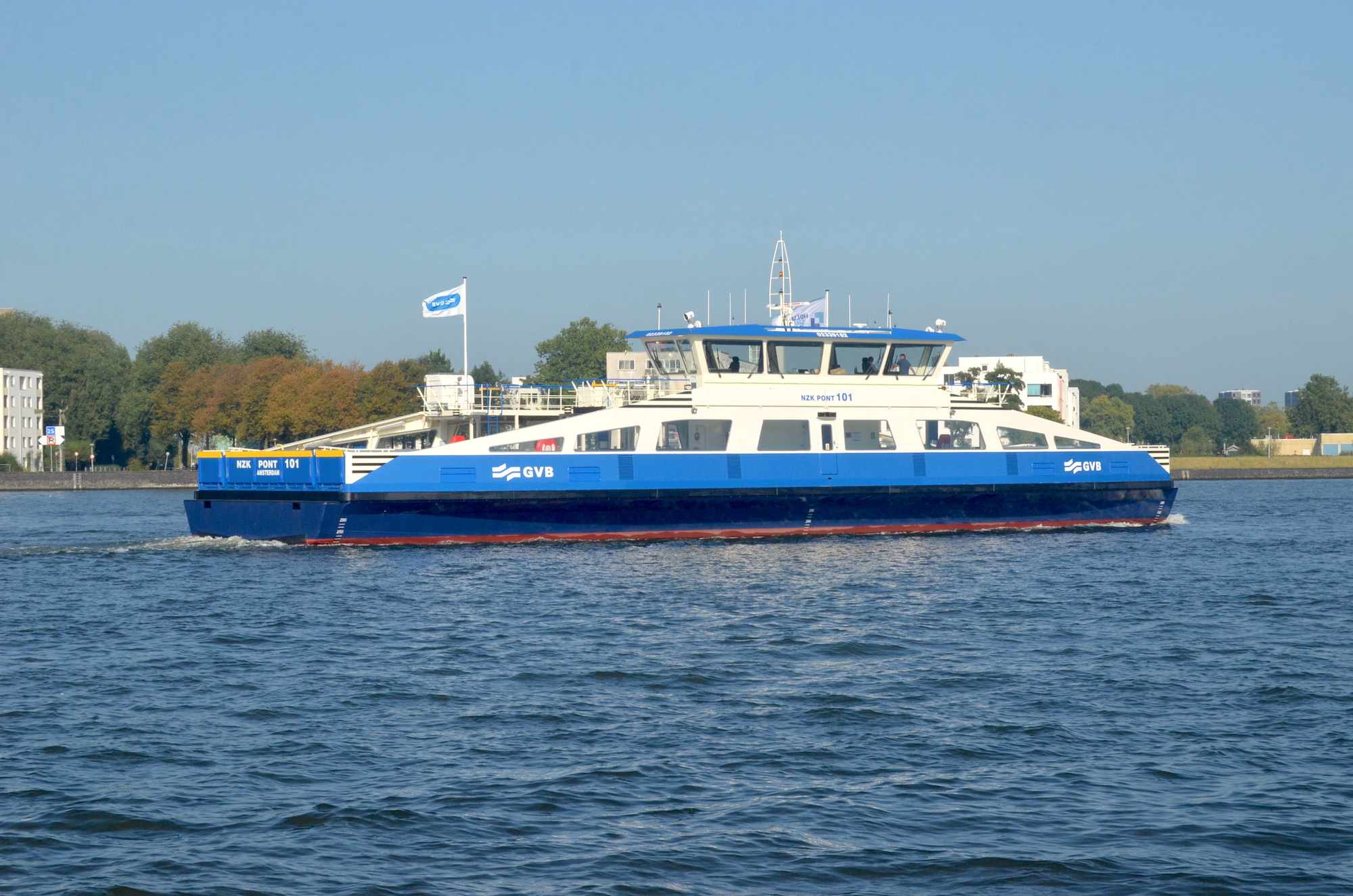
GVB NZK-Pont 101 (Noordzeekanaalpont) op het IJ; 2021.
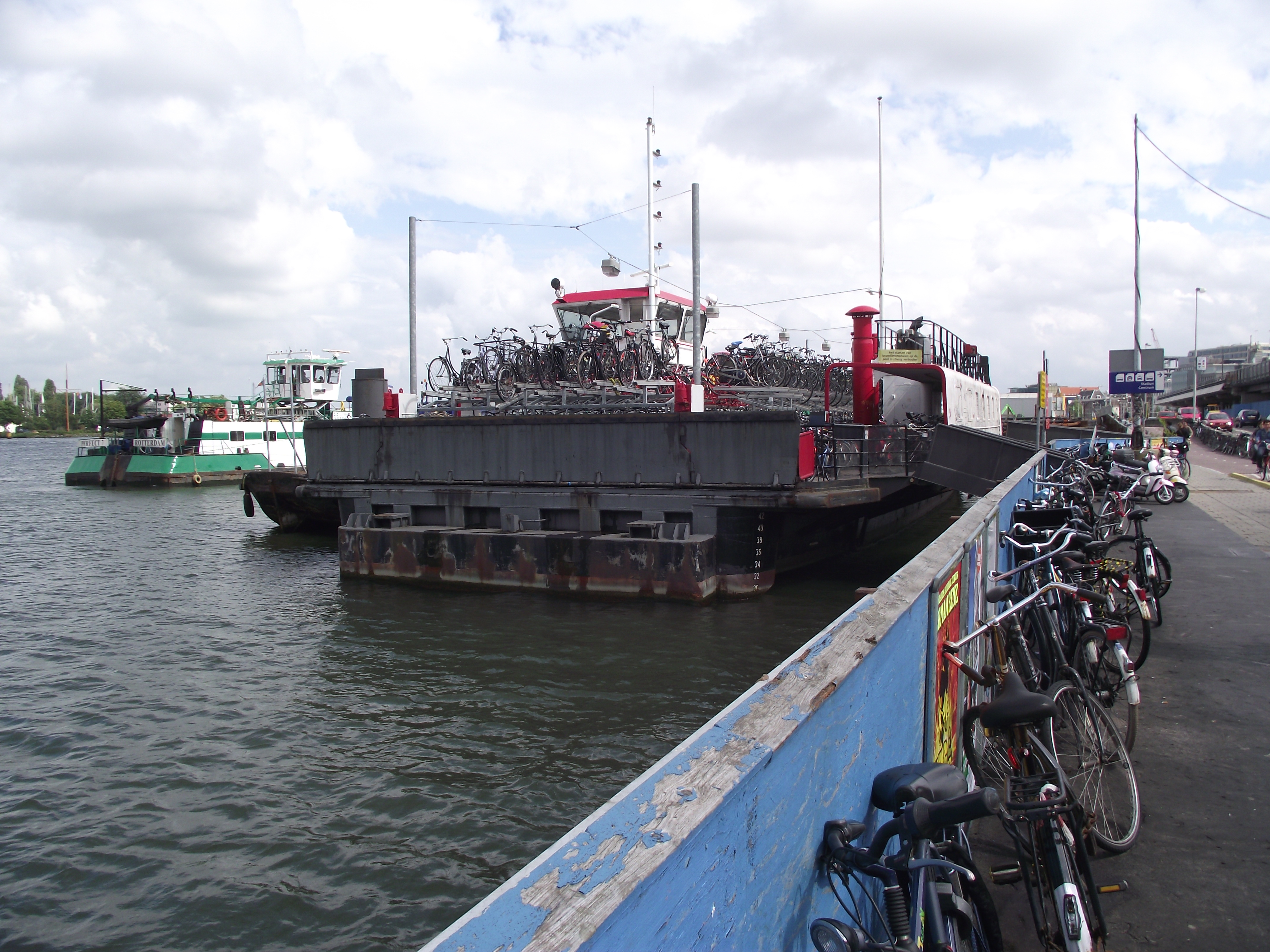
Fietsenstalling op een aangemeerde veerpont bij Amsterdam CS. Dit is de oude Rijkspont nr. 5 die vroeger over het Noordzeekanaal voer.
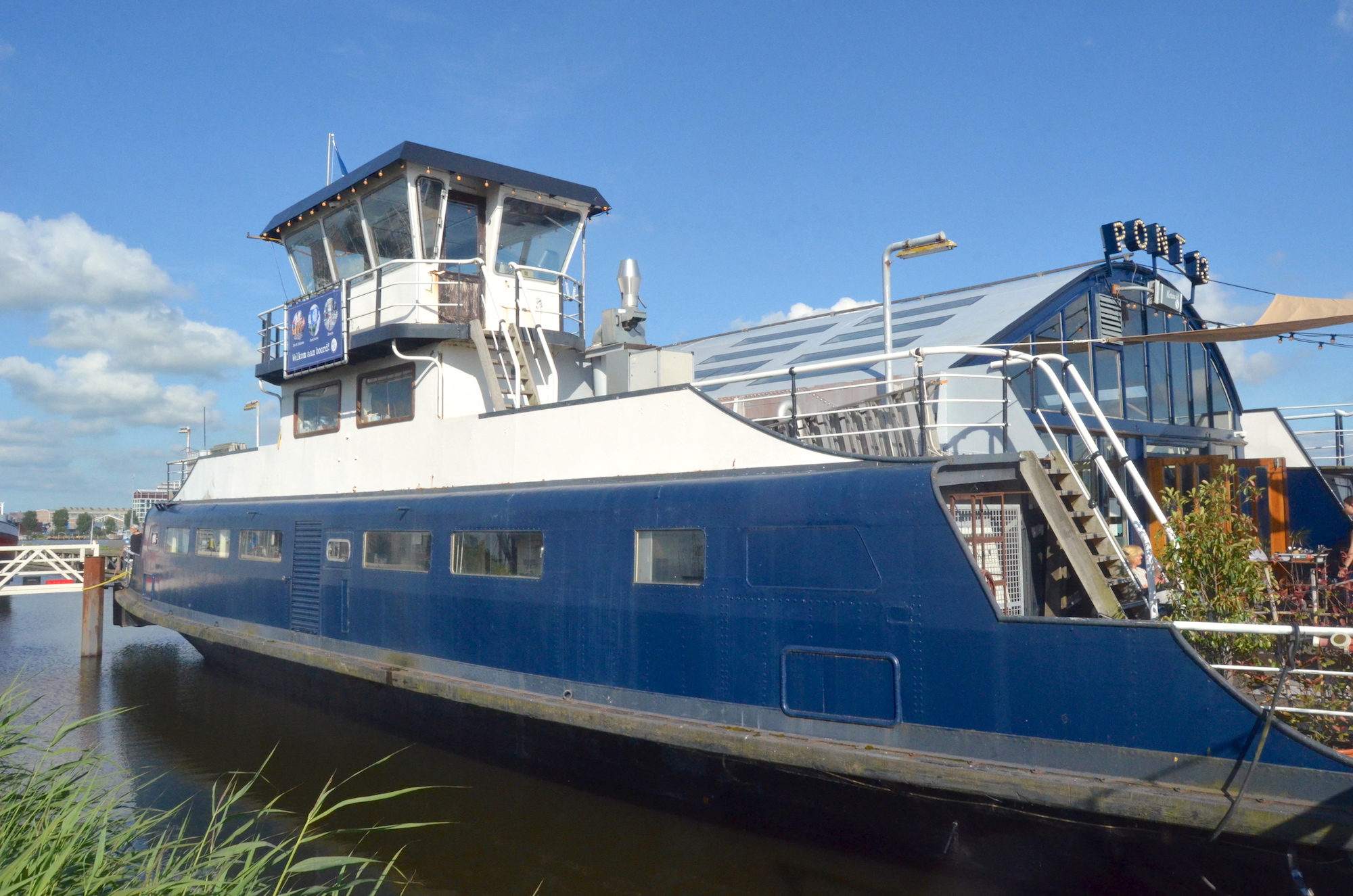
Restaurant Pont 13, ex-GVB veerpont 13, afgemeerd in de Houthavens; juli 2020.
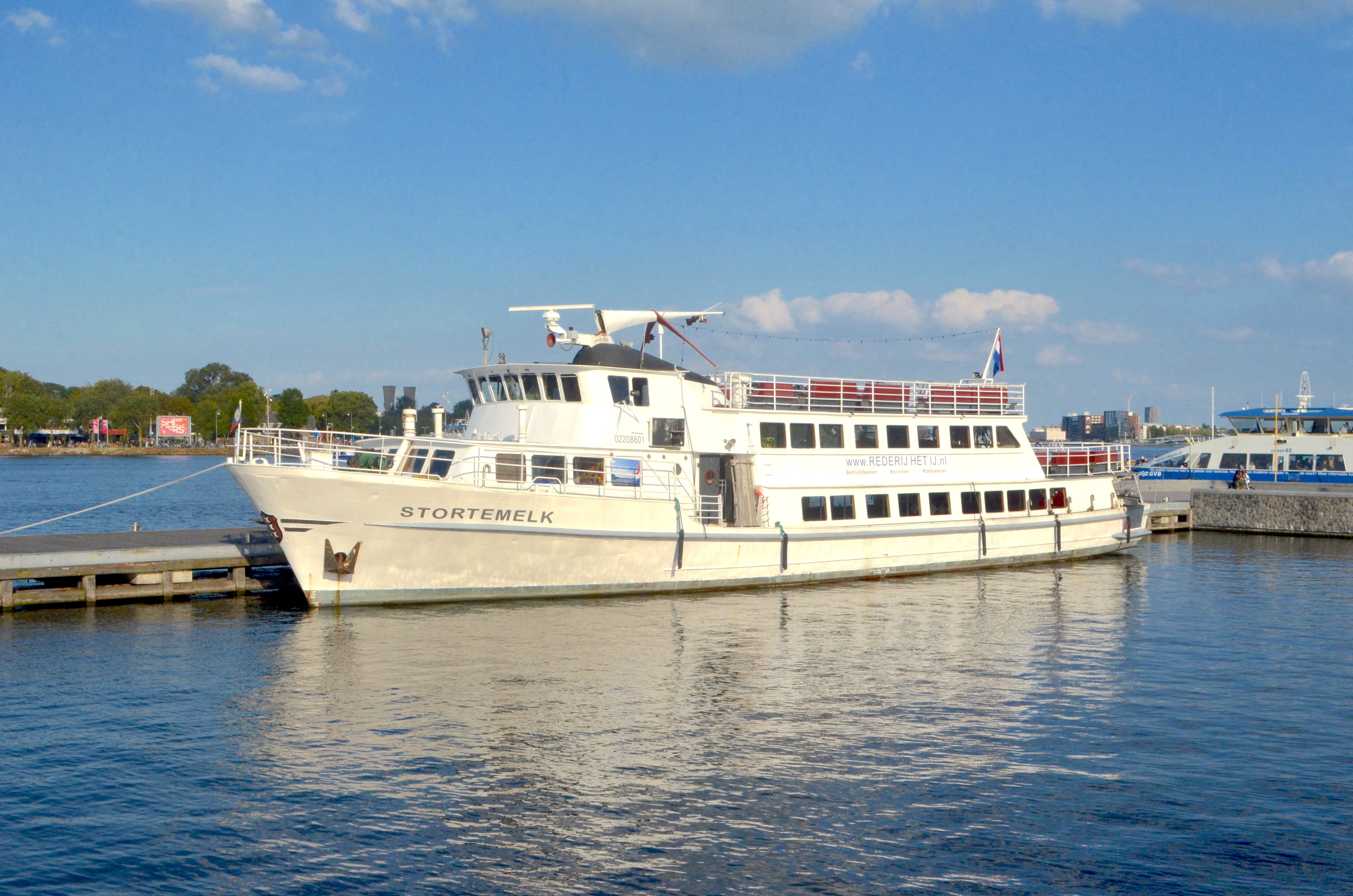
De voormalige veerboot Stortemelk wordt sinds 2015 gebruikt als partyschip op het IJ. De Ruijterkade; september 2023.